# Liste der Kulturdenkmale in Niederwiesa

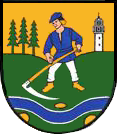
Wappen von Niederwiesa

In der Liste der Kulturdenkmale in Niederwiesa sind die Kulturdenkmale der sächsischen Gemeinde Niederwiesa verzeichnet, die bis Juli 2023 vom Landesamt für Denkmalpflege Sachsen erfasst wurden (ohne archäologische Kulturdenkmale). Die Anmerkungen sind zu beachten.
Diese Aufzählung ist eine Teilmenge der Liste der Kulturdenkmale im Landkreis Mittelsachsen.

## Niederwiesa
| Bild                                    | Bezeichnung | Lage                              | Datierung | Beschreibung | ID       |
| --------------------------------------- | --- | --------------------------------- | --- | --- | -------- |
| Direkt Bild zu diesem Denkmal hochladen | Häuslerhaus | Am Dorfbach 7 (Karte)             | Um 1800 | Zeit- und landschaftstypischer Fachwerkbau von bau- und sozialgeschichtlichem Wert. Vermutlich um 1800 erbautes zeit- und landschaftstypisches Häusleranwesen mit massivem Erdgeschoss und regelmäßigem Fachwerk im Obergeschoss, abgeschlossen durch ein Satteldach und verbrettertem Giebeldreieck. Bemerkenswert ist der ausgezeichnete Originalzustand des Gebäudes, durch welchen das Haus einen hohen Aussagewert zu ländlichem Bauhandwerk und Lebensweise der Häusler um 1800 erlangt, woraus sich die bau- und sozialgeschichtliche Bedeutung des Hauses ableitet. | 09240028 |
| Direkt Bild zu diesem Denkmal hochladen | Villa Seber | Am Hopfenberg 1 (Karte)           | 1888 | Erbaut für den Niederwiesaer Fotografen Clemens Seeber, aufwändig gestalteter Klinkerbau von baugeschichtlicher, baukünstlerischer, personengeschichtlicher und ortsgeschichtlicher Bedeutung. Ursprünglich mit Fotoatelier. In dominanter Lage stehende Villa mit roten Klinkern verblendet, durch Betonfenster- und Türgewände, unterschiedliche Fensterverdachungen sowie eine reiche Dachlandschaft mit Schwebegiebeln geprägt. Die Villa ist authentisch überliefert und dokumentiert eindrucksvoll architektonische Auffassungen ihrer Entstehungszeit. Hieraus leitet sich die baugeschichtliche Bedeutung ab. Ihre architektonische Qualität begründet weiterhin einen künstlerischen Wert. Ursprünglich mit Fotoatelier im Seitenflügel, zeitweise im Hintergebäude Polstermöbelwerkstatt Max Peinel, Haus in dominanter Lage und mit gutem Originalbestand. Als Wohnhaus des Fotografen Clemens Seeber kommt dieser Villa zugleich eine große personengeschichtliche Bedeutung zu. Clemens Seber verbesserte um 1900 fotografische Verfahren und war Mitbegründer lebender Bilder. Auf ihn ist das Malteser Kreuz zurückzuführen. | 09240009 |
| Direkt Bild zu diesem Denkmal hochladen | Wohnhaus | Arthur-Emmerlich-Straße 2 (Karte) | 1889 | Von bau- und ortsentwicklungsgeschichtlicher Bedeutung als zeittypisches Wohnhaus in gutem Originalzustand. Zweigeschossig, sechs Achsen, Mittelrisalit mit Frontgiebel mit Architrav und Dreieckgiebelchen, Trauf- und Giebelseite eventuell etwas vereinfacht, Fenster erneuert, Haustür zum Zeitpunkt der Denkmalerfassung original, Glattputz, an einem Giebel Eckquaderung, im ersten Obergeschoss kräftiges Gesims, Fassade gestaltet durch waagerechte Fensterverdachungen sowie Dreieckgiebelverdachung im ersten Obergeschoss am Mittelrisalit, Gewände und Zierelemente aus Porphyrtuff, Abschluss durch Satteldach. Einziges original erhaltenes Gebäude dieser Bauzeit im Straßenzug. Das Gebäude verdeutlicht ortsentwicklungsgeschichtliche Prozesse und dokumentiert in exemplarischer Weise das Bauhandwerk seiner Entstehungszeit. Der Denkmalwert ergibt sich somit aus der bau- und ortsentwicklungsgeschichtlichen Bedeutung des Hauses. | 09240780 |
| Direkt Bild zu diesem Denkmal hochladen | Ehemaliges Wohnstallhaus und Seitengebäude eines Bauernhofes | Bahnhofstraße 5 (Karte)           | Um 1800 | Traditionelle Fachwerkhäuser von heimatgeschichtlichem Wert. - Wohnstallhaus: Großer repräsentativer Bau mit massivem Erdgeschoss und Fachwerkkonstruktion im Obergeschoss, abgeschlossen durch Krüppelwalmdach. Durch Umnutzung baulich leicht verändert, wobei wesentliche Teile des Originalbestandes erhalten blieben. - Seitengebäude: Zweigeschossig mit Bruchsteinmauerwerk im Erdgeschoss sowie Fachwerkkonstruktion im Obergeschoss, das Obergeschoss über das Erdgeschoss kragend. Ob im Obergeschoss ursprünglich ein Laubengang gewesen ist, lässt sich heute nicht mehr feststellen. Abschluss durch Satteldach. Zeit- und landschaftstypische ländliche Wohn- und Wirtschaftsgebäude, welche eindrucksvolle Zeugnisse des ländlichen Bauhandwerks um 1800 sind. Der Denkmalwert beider Gebäude ergibt sich demnach aus ihrem baugeschichtlichen Wert. | 09240013 |
| Direkt Bild zu diesem Denkmal hochladen | Villa | Bahnhofstraße 7 (Karte)           | 1907 | Architektonisch anspruchsvoll gestalteter Putzbau mit historisierender Fassade, baugeschichtlich und ortsentwicklungsgeschichtlich von Bedeutung. Bauherr der 1907 errichteten Villa ist der Chemnitzer Ingenieur Pius Otto. Ausgeführt wurde der Bau durch den Frankenberger Baumeister Ernst Theodor Polster. Die architektonische Gestaltung der Fassade zeigt Elemente des bis dahin vorherrschenden Historismus, hier insbesondere der deutschen Renaissance, gekennzeichnet durch die Gestaltung der Fenstergewände in Rochlitzer Porphyr, den Giebeln mit hölzernem Gesprenge und der historisierenden Hauseingangstür. Besonders hervorzuheben ist die Originalausstattung aus der Erbauungszeit, dazu zählen u. a. Doppelfenster, Wohnungseingangs- und Zimmertüren, zum Teil mit historistischen Ätzglasdekoren, die überaus reich gestaltete gusseiserne Brüstung der Haustreppe sowie Terrazzofußböden. Damit ist festzustellen, dass sich das zu Beginn der 2000er Jahre behutsam sanierte Gebäude außen und innen weitgehend in seinem historischen Bestand erhalten hat. Mit der Anbindung an die Bahnstrecke Annaberg-Buchholz unt Bf–Flöha (1866), später Teil der Bahnstrecke Dresden-Werdau, sowie der damit einhergehenden Anbindung an die Großstädte siedelten sich zunehmend Händler und Gewerbetreibende in Niederwiesa an. Die Villa ist Teil der seit dem späten 19. Jahrhundert in Niederwiesa entstandenen Bebauung und dokumentiert die Entwicklung des Orts vom landwirtschaftlich geprägten Dorf zu einem bevorzugten Wohnort, in dem sich gehobene Schichten der nahen Großstadt ansiedelten, hier des Chemnitzer Ingenieurs Pius Otto. Zudem stellt das Gebäude ein gutes Beispiel für den Anspruch und die Qualität im Villenbau seiner Entstehungszeit dar. Als zeittypischer Villenbau in sehr gutem Originalzustand kommt dem Bauwerk außerdem eine baugeschichtliche Bedeutung zu. | 09307242 |
| Direkt Bild zu diesem Denkmal hochladen | Mehrfamilienhaus | Braunsdorfer Straße 1 (Karte)     | 1930 | Eines der wenigen Gebäude im Bauhausstil in Westsachsen, baugeschichtlich von Bedeutung. Das Gebäude wurde 1930 als Dreifamilienwohnhaus im Auftrag des Drogisten Albert Freitag aus Auerswalde errichtet. Den Entwurf des durch stilistische Auffassungen des Bauhauses geprägten Gebäudes lieferte der Chemnitzer Dipl.-Ing. Karl Polster. Die Hausecken des drei- bzw. viergeschossigen Baus wurden abgerundet. Der Sockelbereich sowie die Fenstereinfassungen bestehen aus Klinkersteinen. Der gestaffelte Dachbereich schließt mit einem Flachdach ab. Das Gebäude ist das einzige durch das Bauhaus geprägte Wohngebäude in Niederwiesa mit Ortsteilen. Auch in anderen Orten des Direktionsbezirkes Chemnitz trifft man nur vereinzelt auf original erhaltene, stilistisch durch das Bauhaus geprägte Wohnhäuser. Jedem dieser Gebäude liegt ein individueller Entwurf zu Grunde, so dass jedes dieser Gebäude singulär ist. Diese Seltenheit, aber auch die besonders typische Gestaltung des Hauses begründen die außerordentlich große baugeschichtliche Bedeutung. Der Denkmalwert ergibt sich weiterhin aus der baukünstlerischen Bedeutung des Hauses, bedingt durch seine klare und zweckdienliche Gestaltung, die sich durch die Abrundung der Hausecken und die Staffelung der Höhen gut in das Straßenbild einfügt. | 09240008 |
| Weitere Bilder                          | Halbmeilenstein | Chemnitzer Straße (Karte)         | Nach 1858 | Königlich-Sächsischer Meilenstein, verkehrsgeschichtlich von Bedeutung. Restaurierter Halbmeilenstein an der Straße nach Chemnitz mit Kopie der ursprünglichen Krone, nach 1858 aufgestellt. Die königlich-sächsischen Meilensteine waren Nachfolger der kursächsischen Postmeilensäulen. Am 1. September 1858 begann der Straßenbau-Ingenieur Wilke mit der Neuvermessung der Sächsischen Straßen. Diese Neuvermessung bildete die Grundlage für die Einführung des neuen Vermessungssystems. Dieses umfasste Stationssteine, Meilensteine, Halbmeilensteine, Abzweigsteine und Grenzübergangssteine. Die Stationssteine fanden am Anfang und Ende von Poststrecken Aufstellung. Auf ihnen waren die Namen und die Entfernung der an der Strecke liegenden Städte verzeichnet. Die Meilensteine standen unmittelbar an der Straße. Auf der einen Seite des Steins stand Name und Entfernung des Ausgangsortes und auf der anderen Name und Entfernung des Ortes am Ende der Poststrecke. Die Halbmeilensteine sollten den Streckenverlauf kennzeichnen. Beiderseits war eine Krone angebracht. Eine Beschriftung war nicht üblich. Abzweigsteine standen an Abzweigungen von der Hauptroute und trugen in der Regel nur den Namen der nächsten Poststation ohne Entfernungsangabe. Auf den Grenzübergangssteinen war die Bezeichnung „Königreich Sachsen“ verzeichnet. Auf der anderen Seite enthielten diese Ortsnamen und Entfernungen. Zwischen Stationssteinen und Ganzmeilensteinen betrug der Abstand 1 Meile (das entspricht 7,5 km). Demnach bestand der Abstand zwischen Stationsstein und Halbmeilenstein und zwischen Halbmeilenstein und Ganzmeilenstein ½ Meile= 3,75 km. Seit 1875 galt im gesamten Deutschen Reich (also auch im Königreich Sachsen) das Meter als offizielles Längenmaß. Die Steine wurden aus diesem Grund vielfach auf das neue Maß umgeändert. Alle Steine wurden aus Sandstein hergestellt. | 09240007 |
| Direkt Bild zu diesem Denkmal hochladen | Wohnstallhaus eines ehemaligen Dreiseithofes | Dresdner Straße 3 (Karte)         | 1864 vermutlich umgebaut, im Kern älter | Zeit- und ortstypisches ländliches Wohn- und Wirtschaftsgebäude von baugeschichtlichem Wert, heute umgenutzt. Zweigeschossig mit massivem Erdgeschoss (1864) mit bauzeitlichen Tür- und Fenstergewänden, Fachwerkobergeschoss verschiefert mit kleinen, regelmäßig angeordneten Fensteröffnungen, Abschluss durch Satteldach mit unterschiedlich großen Gauben, zweireihig angeordnet. Das Haus beeindruckt durch seine Authentizität, wodurch es eindrucksvoll das ländliche Bauhandwerk des 19. Jahrhunderts dokumentiert. Der Denkmalwert ergibt sich damit vorrangig aus dem baugeschichtlichen Wert des Hauses. | 09240023 |
| Weitere Bilder                          | Postmeilensäule | Dresdner Straße 22 (bei) (Karte)  | 1725 (Original); 1965 (Kopie) | Kursächsische Postmeilensäule (Sachgesamtheit); Kopie einer Ganzmeilensäule, verkehrsgeschichtlich von Bedeutung. Kopie einer Ganzmeilensäule, Reihennummer 28, mit verschiedenen Inschriften. Spiegel 1: „Chemnitz 2 St. 1/8“, „1725“, „Posthornzeichen“, Gegenseite: „Oederan 2 St. 1/2“, „1725“, „Posthornzeichen“, ursprünglich aufgestellt an der alten Poststraße Dresden – Freiberg – Chemnitz – Zwickau – Hof. Die Kopie wurde erforderlich, weil das Original zu stark verwittert war. Der originale Rest befindet sich im Chemnitzer Schloßbergmuseum. Das Original und die Kopie wurden aus Hilbersdorfer Porphyrtuff hergestellt. | 09240030 |
|                                         | Ehemalige Schule (Untere Schule) | Dresdner Straße 33 (Karte)        | 1884–1885 | Repräsentativer Putzbau von bau- und ortsgeschichtlichem Wert. Bis etwa 1985 als Schule genutzt, Mittelrisalit, achtachsig, Mittelrisalit mit gebundenem Fenster, zwei Achsen, Fensterverdachungen waagrecht, im Mittelrisalit Fensterverdachungen mit Segmentgiebelchen, Zwerchgiebel mit Uhr, Turm, falsche Farbgebung. Gründerzeitliches Schulgebäude, laut Inschrift am Bau 1884/85 erbaut. Zweigeschossiger traufständiger Putzbau über längsrechteckigem Grundriss mit Mittelrisalit. Die Fassade wird gegliedert durch ein kräftiges, umlaufendes Fensterbankgesims im Obergeschoss sowie waagerechte Fensterverdachungen über den regelmäßig angeordneten Rechteck- bzw. Segmentbogenfenstern. Der Mittelrisalit wird gestalterisch betont durch ein Zwillingsfenster im Obergeschoss, welches durch einen Segmentbogen bekrönt wird. Er setzt sich im Dachgeschoss durch einen Volutengiebel sowie einen offenen Dachreiter mit Bogendach fort. Das Schulgebäude entspricht den Richtlinien des 1873 erlassenen Königlich Sächsischen Schulgesetzes und dürfte in seiner Entstehungszeit zu den modernsten Dorfschulen in Sachsen gehört haben. Es handelt sich hierbei fast um einen Typenbau, der leicht variiert nach Verabschiedung dieses Schulgesetzes in zahlreichen Dörfern Sachsen erbaut wurde. Das Niederwiesaer Schulgebäude zeichnet sich durch einen sehr guten Originalzustand aus. Der Denkmalwert ergibt sich aus dem baugeschichtlichen Wert, weil dieser Bau wie oben erläutert, heute noch äußerlich zeigt, welchen Ansprüchen Schulbauten am Ende des 19. Jahrhunderts genügen musste. Als eines der ältesten Schulhäuser des Ortes, aber auch als ein Gebäude, welches das Dorfleben maßgeblich prägte, erlangt die Dorfschule auch ortsgeschichtliche Bedeutung. | 09240020 |
| Direkt Bild zu diesem Denkmal hochladen | Wohnstallhaus eines ehemaligen Bauernhofes | Dresdner Straße 41 (Karte)        | Um 1800 | Bedeutsam für die Kulturlandschaft als typisches Wohnstallhaus, von hohem baugeschichtlichen Wert, bedeutend für Ortsbild durch Lage an wichtigster Durchfahrtsstraße. Zeit- und landschaftstypisches Wohnstallhaus, um 1800 (Schätzung) erbaut. Im Erdgeschoss Bruchsteinmauerwerk verputzt mit originalen Fenstergewänden und Türportal. Obergeschoss Fachwerk, teilweise verkleidet, Hausabschluss durch Satteldach mit halbem Schopf. Das das Straßenbild maßgeblich prägende Gebäude beeindruckt durch seinen sehr guten Originalzustand und die denkmalgerechte Sanierung nach 1997 (nachträglicher Anbau an Giebelseite kein Denkmal). Der Denkmalwert ergibt sich aus dem baugeschichtlichen, sozialgeschichtlichen sowie ortsbildprägenden Wert. | 09240019 |
| Direkt Bild zu diesem Denkmal hochladen | Bauernhaus | Dresdner Straße 45 (Karte)        | Um 1800 | Zeit- und ortstypischer Fachwerkbau von regionalgeschichtlichem Wert. Vermutlich ehemaliges Wohnstallhaus eines Bauerngutes, um 1800 erbaut. Erdgeschoss massiv und verputzt, regelmäßige Fachwerkkonstruktion im Obergeschoss, Abschluss durch Krüppelwalmdach. Zum Zeitpunkt der Denkmalerfassung mit originalem Türstock und originaler Haustür, bei Begehung 2010 beides nicht erhalten. Trotz leichter Veränderungen im Erdgeschoss blieben große Teile des originalen Baubestandes erhalten, so dass dem Gebäude nach wie vor ein großer Aussagewert zum ländlichen Bauhandwerk des 19. Jahrhunderts geblieben ist. Durch seine dominante Lage prägt das Haus zudem das Ortsbild. | 09240017 |
| Direkt Bild zu diesem Denkmal hochladen | Wohnhaus | Dresdner Straße 61 (Karte)        | 1906 | Original erhaltener Putzbau mit Zierfachwerk von baukünstlerischem und baugeschichtlichem Wert. 1906 für den Erbgerichtsbesitzer Friedrich Gustav Haubold nach Entwurf des Flöhaer Baumeisters Otto Lindner erbautes Zweifamilienwohnhaus. Eingeschossig, schöner hölzerner Wintergarten, Zierfachwerk an den Giebeln, Balkon Holz, originale Fenster mit gesprossten Oberlichtern, Mittelrisalit, Satteldach, teils mit Schopf, Biberschwanzdoppeldeckung, Schleppgauben, Das Haus weist nur unwesentliche bauliche Veränderungen auf. Anspruchsvoll gestaltetes Landhaus mit Elementen des Schweizer Stils in sehr gutem Originalzustand, denkmalgerecht saniert, von baugeschichtlicher und baukünstlerischer Bedeutung. | 09303320 |
|                                         | Villa Wilhelmi mit Villengarten und Gartenhaus | Hohlweg 12 (Karte)                | 1907 | Landschaftsprägendes Gebäude von baukünstlerischer Bedeutung, parkartiger Villengarten mit gartengeschichtlicher Bedeutung. Villa des Ing. Adolf Ludwig Wilhelmi aus Chemnitz, 1907 nach Entwurf des Architekten Oscar Günther durch die Baufirma G. Th. Polster errichtet. 1910 erfolgte der Anbau nach Osten, in den 1920er Jahren wurden Balkon und Terrasse verglast. Auf einer Anhöhe, umgeben von Bäumen in einem parkartigen Garten stehend. Zweigeschossiger schlichter, aber repräsentativer Putzbau mit Turm. die Fenster sind eingefasst von Porphyrfenstergewänden. Gute bauzeitliche Innenausstattung, z. B. Treppenhaus, Türen und deren Beschläge. Seit 1996 umfangreiche Sanierungsmaßnahmen. Die Villa steht in einem parkartigen Garten, in dem sich noch ein möglicherweise bauzeitliches Gartenhaus befindet. Die Anlage ist für Niederwiesa singulär und prägt maßgeblich das Ortsbild. Als zeittypischer Villenbau in sehr gutem Originalzustand kommt dem Bauwerk eine baugeschichtliche Bedeutung zu. Weiterhin ergibt sich deren Denkmalwert aus der baukünstlerischen Bedeutung auf Grund ihrer qualitätvollen Fassadenausbildung. Der Garten hat einen großen Altbaumbestand, Reste der Gestaltung sind leicht erkennbar. Auch dieser parkartige Garten ist in Niederwiesa singulär, woraus sich die gartengeschichtliche Bedeutung ableitet. Lauben waren übliche Bestandteile von Villengärten. Durch Verfall gingen unzählige dieser Gartenhäuser verloren, so dass die wenigen authentisch erhaltenen Bauten denkmalwürdig sind, was auch auf das Gartenhaus des Villengrundstückes zutrifft. | 09240021 |
| Direkt Bild zu diesem Denkmal hochladen | Steinbogenbrücke über den Zapfenbach | Jagdweg (Karte)                   | Anfang 19. Jahrhundert | Teils ausgebesserte kleine Fahrwegbrücke vermutlich aus dem frühen 19. Jahrhundert von technikgeschichtlichem Wert. Einbogige Steinbrücke über den Zapfenbach, vermutlich 19. Jahrhundert, diente der Überleitung eines Fahrwegs über den Bach. Teilweise ausgebessert, aber in wesentlichen Teilen original erhalten. Auf Grund des authentischen Bestandes und der zeittypischen Konstruktion von baugeschichtlichem Wert. | 09303332 |
| Weitere Bilder                          | Kirche mit Ausstattung sowie diese umgebender Kirchpark | Kirchstraße (Karte)               | 1898 (Kirche und Orgel); um 1898 (Altar und Kanzel); 1898–1908 (Ausmalung)                                                                                 | Von bau- und ortsgeschichtlicher Bedeutung. Die Evangelische Pfarrkirche in Niederwiesa wurde nach Abbruch der Vorgängerkirche 1897/98 errichtet. Sie entstand als romantisierender einschiffiger Bau über kreuzförmigem Grundriss in historistischen Formen nach Plänen von Richard Friedrich Reuter. Restaurierungen 1989–1995, 2010. Die Kirche zeigt sich als verputzter Bruchsteinbau mit Sandsteingliederungen und Eckrustika, der eingezogene Chor dabei mit 3/8-Schluss und Strebepfeilern. Der eingestellte Westturm über quadratischem Grundriss besitzt eine oktogonale Laterne und spitzen Helmabschluss. An der Nord- und Südwestecke der Kirche befinden sich offene kreuzgratgewölbte Portalvorhallen. Das stattliche Hauptportal in Neorenaissanceformen am Turm besitzt im Gesimsbereich Putten. Die Tür selbst zeigt sich mit sehr reichen schmiedeeisernen Zierbeschlägen. Seitlich in der Westwand befinden sich kleine Reliefs mit der Darstellung des Schnitters von Oberwiesa und der Justitia von Niederwiesa. Der sehr weite Innenraum besaß ehemals eine in dunklen Farben gehaltene Ausmalung von Otto Gussmann aus Dresden. Diese wurde um 1950 weiß übertüncht, aber bei der Innenrestaurierung 2010 wieder hergestellt. Die Holzkassettendecke wurde malerisch mit mittlerem Strahlenkranz, Rankmotiven und in den Ecken mit den zugehörigen Symbolen der Evangelisten gestaltet. Die Kirche besitzt eingeschossige Emporen an drei Seiten, über den Türen der Emporenaufgänge befinden sich überlebensgroße Stuckreliefs der Evangelisten. Die Ausstattung aus dunklem Holz und die Taufe aus Sandstein stammen aus der Erbauungszeit. Auf dem Altar befindet sich eine große Kreuzigungsgruppe aus französischem Kalkstein. Der Sandsteinunterbau besitzt ein Bronzerelief von Bruno Fischer aus Dresden. Die Kanzel mit reich geschnitztem oktogonalem Korb mit Pilastern zwischen den rundbogigen Feldern blieb ebenso erhalten. In den Feldern sind Prophetendarstellungen von Otto Gußmann. Die Orgel wurde 1898 von Richard Kreutzbach erbaut. Der Prospekt, gleichfalls in dunklem Holz, wird durch plastische Darstellungen mit Engeln und Vasen geschmückt. Die originalen Farbglasfenster von Georg Müller-Breslau bestechen durch ihre Farbigkeit. Im Chorbereich zeigen sie Darstellungen des Lamm Gottes mit dem Paradiesfluss zwischen Petrus und Paulus. Der Denkmalwert der Kirche einschließlich ihrer Ausstattung ergibt sich aus ihrem künstlerischen, baugeschichtlichen und ortsgeschichtlichen Wert. | 09240002 |
| Direkt Bild zu diesem Denkmal hochladen | Friedhof Niederwiesa (Sachgesamtheit) | Kirchstraße (Karte)               | 1858 | Sachgesamtheit Friedhof Niederwiesa mit folgenden Einzeldenkmalen: Friedhofskapelle, Kriegerdenkmal für die Gefallenen des 1. Weltkrieges, Kriegerdenkmal für die Gefallenen des Krieges 1870/1871, OdF-Gedenkstein und Grabmal sowie Friedhofsgestaltung (siehe auch Einzeldenkmaldokument - Obj. 09240015); von ortsgeschichtlicher, baugeschichtlicher und gartengeschichtlicher Bedeutung. Mitte des 19. Jahrhunderts wurde der bis dahin als Begräbnisplatz genutzte Kirchhof zu eng, weshalb man diesen 1858 schloss. Nahe der Kirche und dem Pfarrhof wurde ein neuer Gottesacker angelegt und im gleichen Jahr geweiht. Am 1. Dezember 1858 fand dort die erste Beerdigung statt. Bereits 1878 musste der Friedhof erstmals erweitert werden, 1892 ein zweites Mal. Bei dem Friedhof in Niederwiesa handelt sich um eine schlichte langgestreckte Begräbnisstätte. Er ist mit einer geschnittenen Hainbuchen-Hecke eingefriedet. Wie für eine geometrische Friedhofsanlage typisch wird der Hauptweg von einer wechselständigen Allee aus Winter-Linden, die Querwege von ebensolchen Baumreihen begleitet. Im Mittelteil des Friedhofs befindet sich ein Heckenquartier mit geschnittenen Thuja-Hecken und Rhododendron. Dem Friedhof Niederwiesa mit seiner Friedhofsgestaltung, der Friedhofskapelle und den Kriegerdenkmalen kommt eine ortsgeschichtliche, bau- und gartengeschichtliche Bedeutung zu. Darüber hinaus ist er durch seine Lage am Ortsrand und die damit verbundene Wirksamkeit in die umgebende Landschaft von landschaftsgestaltender Bedeutung. | 09306871 |
| Direkt Bild zu diesem Denkmal hochladen | Friedhofskapelle, Kriegerdenkmal für die Gefallenen des Ersten Weltkrieges, Kriegerdenkmal für die Gefallenen des Krieges 1870/1871, OdF-Gedenkstein und Grabmal sowie Friedhofsgestaltung (Einzeldenkmale der Sachgesamtheit 09306871) | Kirchstraße (Karte)               | 4. Viertel 19. Jahrhundert (Friedhofsgestaltung); nach 1871 (Kriegerdenkmal); um 1910 (Friedhofskapelle); 1945 (Grabmal VdN/OdF); um 1920 (Kriegerdenkmal) | Einzeldenkmale der Sachgesamtheit Friedhof Niederwiesa; von ortsgeschichtlicher, baugeschichtlicher und gartengeschichtlicher Bedeutung | 09240015 |
|                                         | Pfarrhaus | Kirchstraße 4 (Karte)             | 1690 | In Nähe zur Kirche, bau- und ortsgeschichtlich von Bedeutung. 1690 als Pfarramt von Oberwiesa errichtet. Umbau und Sanierung 1826 laut Inschrift. 1970 wird das Obergeschoss verputzt. Erdgeschoss massiv, die Gewände aus Hilbersdorfer Porphyrtuff, Obergeschoss Fachwerk verputzt. Zweigeschossiger Bau über längsrechteckigem Grundriss, Abschluss durch Satteldach mit Biberschwanzdeckung. Der Denkmalwert ergibt sich auf Grund seiner Nutzung aus der ortsgeschichtlichen Bedeutung. als zeittypisches, sehr altes Fachwerkhaus erlangt es zudem baugeschichtliche Bedeutung. Hinzu kommt die ortsbildprägende Bedeutung als Teil des ortsbildprägenden Ensembles Dorfkirche, Pfarramt und alte Schule. Fachwerk-Obergeschoss verputzt, Erdgeschoss massiv mit Fenstergewänden aus dem 1. Drittel des 19. Jahrhunderts, Satteldach, an Stelle eines älteren Pfarrhauses errichtet laut Inschrifttafel im Jahr 1690. | 09240003 |
|                                         | Ehemalige Kirchschule | Kirchstraße 8 (Karte)             | 1861 | Markanter Putzbau von ortsgeschichtlicher und ortsbildprägender Bedeutung. Eingeweiht am 22. Oktober 1861. Zweigeschossiger, breit lagernder Putzbau mit dreigeschossigem Mittelrisalit. Abschluss des Hauses durch Satteldach. Vermutlich später leicht überformt, aber in seinen Grundstrukturen erhaltener Bau, welcher als ehemaliges Schulgebäude für die Ortsgeschichte Bedeutung erlangt. Das Bauwerk gehört zu einem noch weitgehend original erhaltenen Bauensemble um die Kirche, welches das Ortsbild maßgeblich prägt. Der Denkmalwert ergibt sich somit aus dem ortsgeschichtlichen und ortsbildprägenden Wert. | 09240004 |
| Direkt Bild zu diesem Denkmal hochladen | Wohnhaus, heute Gaststätte, und Seitengebäude eines ehemaligen Dreiseithofes | Kirchstraße 13 (Karte)            | 1786 (Bauernhaus); 1811 (Seitengebäude) | Gebäudekomplex aus Fachwerkhäusern von baugeschichtlicher und ortsbildprägender Bedeutung. - Das ehemalige Wohnhaus, jetzt Gaststätte „Zum Schwalbennetz“, mit Seitengebäude ist Bestandteil eines ehemaligen Dreiseithofes im Ortskern von Niederwiesa mit Kirche, Pfarramt und ehemaliger Kirchschule. Das Wohnhaus wurde um 1786 erbaut, das Seitengebäude um 1811. Die Angaben beruhen auf Inschriften an den Gebäuden. Nachweislich befand sich seit 1865 eine Bäckerei im Hauptbau. Das Gaststättengebäude ist ein zeittypisches, mitteldeutsches Fachwerkhaus mit massivem Erdgeschoss und einem in Fachwerkbauweise aufgerichtetem Obergeschoss. Das über längsrechteckigem Grundriss errichtete zweigeschossige Gebäude wird durch ein Mansarddach mit Schopf in Biberschwanzdeckung abgeschlossen. Straßenseitig wurden drei Gauben und hofseitig eine Gaube aufgesetzt. Wichtige Gestaltungsmerkmale des Erdgeschosses sind die aus Hilbersdorfer Porphyrtuff gefertigten Fenstergewände und Türportale. Bemerkenswert ist das straßenseitige Portal des Haupteingangs mit Ohrung und anschließenden Quasten. Der Schlussstein wurde mit Monogramm, Jahreszahl und beidseitigen Rosetten versehen. Das Türgewände der Nebentür ist einfacher gestaltet und weist nur eine waagerechte Verdachung auf. Das Fachwerk im Obergeschoss ist schlicht, der Westgiebel ist verschiefert. An der Hofseite befindet sich ein zweigeschossiger Anbau ohne Denkmalwert. - Das Seitengebäude steht traufständig zur Kirchstraße. Zweigeschossiges Gebäude mit massivem und verputztem Erdgeschoss sowie Fachwerkobergeschoss, Hausabschluss durch Satteldach mit drei Gauben. Wichtige Gestaltungsmerkmale sind neben dem Fachwerk Fenstergewände und das Türportal aus Hilbersdorfer Porphyrtuff. Am Türgewände mit waagerechter Verdachung findet sich eine Inschrift mit Angabe der Erbauungszeit des Hauses in römischen Zahlen. Ehemals Stall, vermutlich mit Auszüglerwohnung. Am südlichen Giebel schließt der Saalbau des Haupthauses an (ohne Denkmalwert). Der Denkmalwert des ortsbildprägenden Bauensembles ergibt sich aus der baugeschichtlichen Bedeutung als Beispiele ländlichen Bauhandwerks des ausgehenden 18. und beginnenden 19. Jahrhunderts. | 09240005 |
| Direkt Bild zu diesem Denkmal hochladen | Villa | Mühlenstraße 15 (Karte)           | 1929 | Architektonisch anspruchsvoll gestalteter Klinkerbau von baukünstlerischer und baugeschichtlicher Bedeutung. 1929 ließ der Ing. Hermann Bruno Rodatz sein Einfamilienwohnhaus nach Entwürfen des Dresdner Architekten Bernhard Nickol erbauen. Später erwarb der Eisengießereibesitzer Gottfried Anderegg das architektonisch anspruchsvoll gestaltete Gebäude. Zweigeschossiger Klinkerbau über annähernd quadratischem Grundriss, abgeschlossen durch ein Zeltdach. Die Gestaltung wurde durch Bauauffassungen des Neuen Bauens beeinflusst. Die Fassade wird geprägt durch Klinkerlisenen und waagerechte Gliederungen sowie das Eingangsvorhäuschen und den Standerker an der Straßenseite. Wichtig für die Wirkung des Gebäudes sind die hartgebrannten, geflammten Klinker. Auf weiteren Zierrat verzichtete der Architekt. Es entstand ein eleganter Bau in sachlicher Formensprache, welcher für Niederwiesa und Umgebung singulär ist. Der Denkmalwert ergibt sich aus der baugeschichtlichen und baukünstlerischen Bedeutung des Hauses. | 09240025 |
| Direkt Bild zu diesem Denkmal hochladen | Wohnhaus | Mühlenstraße 18 (Karte)           | 1925 | Holzfertigteilhaus in sehr gutem Originalzustand von baugeschichtlichem Wert. Fertigteilhaus aus Holz, 1925 nach Entwurf der Chemnitzer Architekten Fritz Eberlein und Martin Kind für Emil Pierschel aus Niederwiesa erbaut. Eingeschossig mit kleinem Türvorbau einschließlich Bedachung, das Haus selbst mit schmalem Drempelbereich und Satteldach mit Anschüblingen und breiten Gauben. Dach, Gauben und Schornsteine mit Schiefer verkleidet. Weitgehend original erhaltenes Einfamilienwohnhaus in qualitätvoller architektonischer Gestaltung, einziges Haus dieser Art in Niederwiesa. Durch seine Authentizität wird dieses Gebäude zum baulichen Zeugnis des Holzhausbaus der 1920er Jahre, woraus sich der baugeschichtliche Wert des Hauses ableitet. | 09303333 |
| Weitere Bilder                          | Schule (Obere Schule) | Mühlenstraße 21 (Karte)           | 1927 | Original erhaltener Putzbau von baugeschichtlichem, künstlerischem und ortsgeschichtlichem Wert. Die Niederwiesaer Schule in der Mühlenstraße entstand 1926–1927 nach Plänen des Chemnitzer Architekten W. Naumann, der zugleich für die Ausführung des Baus verantwortlich war. Am 10. September 1927 erfolgte die Schulweihe. Nach einem Brand 1940 wurde die Schule im Jahr 1941 wieder eröffnet. Zweigeschossiger sachlich gestalteter Putzbau mit hohem Walmdach mit einer breiten Schleppgaube über dem Haupteingang sowie stehenden Gauben und einem Uhrtürmchen. Die Fassade wird geprägt durch ein spannungsvolles Wandöffnungsverhältnis sowie die schmalen und zugleich hohen Rechteckfenster, welche in regelmäßiger Reihung angeordnet sind. Wichtig für die Wirkung des Hauses sind die mehrflügeligen sprossengeteilten Fenster. Der Haupteingang in der Mitte der Osttraufseite wird gestalterisch hervorgehoben durch eine breite Umrahmung mit schlichten Profilen aus Rochlitzer Porphyrtuff. An den Putzflächen beiderseits der Fenstergruppen wurden kleine Reliefs angebracht, auf denen der Schulanfang und das Schulende dargestellt sind. Auch neben dem Haupteingang finden sich figürliche Darstellungen aus dem Schulleben der Kinder. Der Sockel des Hauses sowie die Freitreppe und Terrassen sind aus Grünstein gemauert, die Abdeckplatten der Treppe und der Terrasse bestehen aus Granit. Durch den Einsatz der Natursteine entsteht ein spannungsvoller Farb- und Materialkontrast zu den hell verputzten Wandflächen. Durch seine Nutzungsgeschichte erlangt das Gebäude eine ortsgeschichtliche Bedeutung. Die qualitätvolle architektonische Gestaltung sowie die Materialästhetik begründen den künstlerischen Wert. Als exemplarisches Beispiel der Schulhausarchitektur der 1920er Jahre ergibt sich weiterhin der baugeschichtliche Wert des Hauses. | 09240026 |
| Weitere Bilder                          | Eisenbahnviadukt (Viadukt Niederwiesa) | Talstraße (Karte)                 | 1867 | Bogenbrücke mit neun Öffnungen über die Talstraße der Bahnstrecke Roßwein–Niederwiesa (6620; sä. RW; Striegistalbahn) von technikgeschichtlicher, ortsgeschichtlicher sowie ortsbildprägender Bedeutung. Hau- und Bruchsteinmauerwerk, weite Stichbögen, kräftige, rechteckige, schmucklose Pfeiler, 181 m Gesamtlänge, Höhe über Grund 19,30 m, Breite 4,60 m, für die Entstehungszeit typische Eisenbahnbrücke. | 09240014 |
|                                         | Wohnhaus, ehemaliges Häuslerhaus | Talstraße 10 (Karte)              | Bezeichnet mit 1798 | Gut erhaltenes Fachwerkhaus von baugeschichtlicher und ortsbildprägender Bedeutung. Laut Datierung an der Fassade 1798 erbautes Häusleranwesen. Das Gebäude beeindruckt durch seinen guten Originalzustand. Das Erdgeschoss ist massiv und verputzt, möglicherweise nachträglich unterfahren. Das Fachwerk im Obergeschoss ist regelmäßig, alle Holzverbindungen sind gezapft. Es wäre jedoch möglich, dass das Fachwerk der Giebelseite älter ist als das der Traufseite. Abgeschlossen wird das Gebäude durch ein relativ steiles Satteldach. Giebelseitig wurde ein Schuppen angebaut. Das Haus gehört zu einem Ensemble gut erhaltener Häuslerhäuser entlang der alten Dorfstraße und prägt mit diesen das Straßenbild. Durch seinen guten Originalzustand erlangt das Gebäude hausgeschichtliche Bedeutung. | 09240027 |
| Direkt Bild zu diesem Denkmal hochladen | Wohnhaus | Talstraße 13 (Karte)              | 1695 | Eines der ältesten Fachwerkhäuser des Dorfes, von großer bau- und hausgeschichtlicher Bedeutung. Bauernhaus, vermutlich um 1700 erbaut, nachfolgend leicht überformt. Zweigeschossig mit verputztem Bruchsteinmauerwerk im Erdgeschoss und einer Fachwerkkonstruktion mit aufgeblatteten Kopfstreben, am Giebel auch Fußstreben, die Holzbalken sind noch gebeilt, Abschluss durch Satteldach mit stehendem Stuhl. Einziges Haus mit dieser für die Zeit um 1700 typischen Fachwerkkonstruktion. Wohl ältestes ländliches Wohnhaus von Niederwiesa, woraus sich die große hausgeschichtliche Bedeutung ableitet. | 09240011 |
|                                         | Wohnstallhaus, Scheune, Stallgebäude und Seitengebäude eines Vierseithofes | Talstraße 15 (Karte)              | 1850 (Wohnstallhaus); Mitte 19. Jahrhundert (Seitengebäude und Scheune)                                                                                    | Geschlossen erhaltener Vierseithof von baugeschichtlicher, sozialgeschichtlicher, ortsentwicklungsgeschichtlicher und ortsbildprägender Bedeutung. Vierseithof mit Wohn- und Wirtschaftsgebäuden aus dem 19. Jahrhundert. - Wohnstallhaus: Zweigeschossiges Gebäude mit massivem Erdgeschoss, dort Türportal am Wohnteil mit waagerechtem Gebälk, Obergeschoss typische Fachwerkkonstruktion aus dem 19. Jahrhundert, Krüppelwalmdach. Bemerkenswert ist der gute Originalzustand des Gebäudes. - 1. Seitengebäude: vermutlich mit Auszüglerwohnung, ebenfalls zweigeschossig mit massivem Erdgeschoss, auch dort originale Türstöcke, zeittypische Fachwerk im Obergeschoss, bemerkenswert die erhaltenen Fenster aus der Bauzeit, Abschluss durch Satteldach - 2. Seitengebäude: Torhaus zur Straße mit massivem Erdgeschoss und verkleidetem Fachwerk im Obergeschoss, Heuaufzug giebelseitig, Satteldachabschluss, Scheune: Fachwerkbau, teils massiv mit nachträglicher Erweiterung. Dieser Vierseithof ist einer der wenigen original erhaltenen Vierseithöfe des Ortes, bei welchem alle vier Gebäude in gutem Originalzustand überliefert sind. Auch viele bauliche Details blieben erhalten, die ansonsten sehr selten noch anzutreffen sind. Der Hof erlangt hierdurch eine große hausgeschichtliche, aber auch ortsentwicklungsgeschichtliche Bedeutung. | 09240012 |
| Direkt Bild zu diesem Denkmal hochladen | Häuslerhaus | Talstraße 50 (Karte)              | Um 1800 | Zeittypisches Fachwerkbau von baugeschichtlichem und städtebaulichem Wert. Zweigeschossiges Häuslerhaus über längsrechteckigem Grundriss, Anfang 19. Jahrhundert (Schätzung) erbaut. Erdgeschoss massiv mit originalem Türportal mit waagerechtem Gebälk, Obergeschoss Fachwerkober teilweise verschiefert, teils auch mit Holzschindeln verkleidet, ein Giebel massiv. Hausabschluss durch Satteldach mit Schieferdeckung. Als zeit- und landschaftstypisches Häuslerhaus in sehr gutem Originalzustand kommt dem Bauwerk eine baugeschichtliche Bedeutung zu. | 09303335 |
| Direkt Bild zu diesem Denkmal hochladen | Wohnhaus in offener Bauung | Talstraße 53 (Karte)              | Um 1900 | Putzbau mit zur Straßenfront ausgerichtetem Seitenrisalit und späterem westlichen Anbau, im Landhausstil um 1900 errichtet, bau- und ortsentwicklungsgeschichtlich von Bedeutung. Bei dem Wohnhaus im Landhausstil um 1900 handelt es sich um einen Putzbau mit zur Straßenfront ausgerichtetem Seitenrisalit und späterem westlichen Anbau. Prägend für das Erscheinungsbild des Gebäudes sind das mit polygonalem Natursteinmauerwerk verblendete Souterrain, der an der westlichen Schmalseite angeordnete Eingang, die Gestaltung der Fenstergewände in Rochlitzer Porphyr und die Giebel mit hölzernem Gesprenge. Belebt wird die Fassade weiterhin durch zahlreiche gliedernde Elemente wie Eckquaderung, Zierklinker, Rundfenster in den Giebeldreiecken, ein Klinkerband und ein Weinspalier. Der um 1930 errichtete Anbau hebt sich baulich ab, wird aber durch das Klinkerband mit dem Hauptbau gestalterisch verbunden. Auch im Inneren ist das behutsam sanierte Gebäude weitgehend authentisch überkommen, so dass es sich außen und innen weitgehend in seinem historischen Bestand erhalten hat. Vergleichbar ist das Wohnhaus mit den im Umland von Chemnitz vielfach um 1900 erbauten Landhäusern von Bankiers und Fabrikanten, die sich in jener Zeit in den Randgebieten und umliegenden Dörfern der Großstädte ansiedelten, um dem Lärm und der Stadt zu entfliehen. Es ist Teil der seit dem späten 19. Jahrhundert in Niederwiesa entstandenen Bebauung und dokumentiert die Entwicklung des Orts vom landwirtschaftlich geprägten Dorf zu einem bevorzugten Wohnort, in dem sich gehobene Schichten der nahen Großstadt ansiedelten. Zudem stellt das Gebäude ein gutes Beispiel für den Anspruch und die Qualität der Wohnbauten seiner Entstehungszeit dar. Als zeittypischer Vertreter des Landhausstils in gutem Originalzustand kommt dem Bauwerk außerdem eine baugeschichtliche Bedeutung zu. | 09307399 |
| Direkt Bild zu diesem Denkmal hochladen | Häuslerhaus | Talstraße 55 (Karte)              | 1835 | Zeit- und landschaftstypischer Fachwerkbau von bau- und sozialgeschichtlichem Wert. Zeit- und landschaftstypisches Häuslerhaus, erbaut 1835. Erdgeschoss massiv mit bauzeitlichem Türstock, dieser bezeichnet mit 1835. Gut erhaltenes Fachwerk im Obergeschoss, am Giebel verschiefert. Abgeschlossen durch ein Satteldach mit Aufschieblingen. Das unmittelbar an der alten Dorfstraße stehende Fachwerkhaus prägt das Straßenbild maßgeblich, dies vor allem durch seinen sehr guten Originalzustand. Es wird zum Zeugnis ländlichen Lebens, Bauens und Wohnens des beginnenden 19. Jahrhunderts, woraus sich die bau- und sozialgeschichtliche Bedeutung des Hauses ableitet. | 09240029 |
| Direkt Bild zu diesem Denkmal hochladen | Häusleranwesen | Talstraße 64 (Karte)              | Um 1800 | Traditionelles Fachwerkhaus von haus- und regionalgeschichtlichem Wert. Häusleranwesen, vermutlich um 1800 erbaut. Erdgeschoss massiv mit Eingangsvorbau, giebelseitige Erweiterung, Fachwerkobergeschoss verschiefert mit kleinen Fensteröffnungen knapp unterhalb der Traufe, Satteldach geschweift mit Schieferdeckung. Direkt an der Dorfstraße stehend und diese prägend. Durch seine Authentizität wichtig als Zeugnis von Bauhandwerk und Lebensweise seiner Entstehungszeit. Der Denkmalwert ergibt sich danach aus dem bau- und sozialgeschichtlichen Wert des Hauses. | 09303319 |
| Direkt Bild zu diesem Denkmal hochladen | Wohnstallhaus, Scheune, Seitengebäude, Milchkeller (neben dem Bach) sowie Zufahrtsbrücke (zwischen Bauerngehöft und Feld) eines Vierseithofes                                                                                           | Talstraße 89 (Karte)              | 1854 (Wohnstallhaus); um 1850 (Scheune); 1947 (Seitengebäude); 1. Hälfte 19. Jahrhundert (Zufahrtsbrücke)                                                  | Gut erhaltener Bauernhof, bau- und sozialgeschichtlich bedeutsam. Ehemaliger Vierseithof, davon erhalten: Wohnstallhaus, Scheune, Seitengebäude, Milchkeller (neben dem Bach) sowie Zufahrtsbrücke (zwischen Bauerngehöft und Feld). Gut erhaltener Bauernhof mit Wohn- und Wirtschaftsgebäuden aus dem 19. Jahrhundert sowie zum Hof gehörenden Nebenanlagen. - Wohnhaus: 1854, Erdgeschoss massiv, gezapfte Holzverbindungen, originale Tür- und Fenstergewände - Seitengebäude: Erdgeschoss massiv, Fachwerkobergeschoss, Krüppelwalmdach, gleiche Bauzeit wie Wohnstallhaus, nach Brand 1947 Wiederaufbau - Scheune: um 1850 erbaut, eingeschossiger Fachwerkbau mit Krüppelwalmdach - Milchhaus: am Ufer des Dorfbaches, Bruchsteinbau, Kellerartigesr Bauwerk - Brücke: einbogige Bruchsteinbrücke ca. Mitte 19. Jahrhundert, die Brücke diente der Zufahrt zu den zum Hof gehörenden Feldern Einer der besterhaltenen Bauernhöfe des Dorfes mit weitgehend originalen Gebäuden. Damit wird der Hof zum Zeugnis ländlichen Bauhandwerks, Wohnens und Wirtschaftens des 19. Jahrhunderts, woraus sich seine bau- und sozialgeschichtliche Bedeutung ableitet. | 09240016 |
| Direkt Bild zu diesem Denkmal hochladen | Wohnhaus | Wiesenstraße 2 (Karte)            | 1. Hälfte 19. Jahrhundert | Obergeschoss Fachwerk verputzt, möglicherweise Häusleranwesen oder Auszugshaus, von heimatgeschichtlichem Wert. Vermutlich in der 1. Hälfte des 19. Jahrhunderts erbautes Fachwerkwohnhaus (wahrscheinlich Häusleranwesen). Schlichtes zeittypisches Gebäude mit massivem Erdgeschoss, einfachem Fachwerk im Obergeschoss und Satteldachabschluss. Durch einen nachträglichen nicht denkmalwürdigen Anbau wurde der Hauseingang verlegt. Trotz seiner baulichen Veränderungen kommt diesem Bauwerk ein ortsentwicklungsgeschichtlicher sowie ortsbildprägender Wert zu. | 09240001 |
|                                         | Altes Empfangsgebäude des Bahnhofes | Zum Bahnhof 2 (Karte)             | 1869 | Baugeschichtliches Zeugnis des Eisenbahnanschlusses der Gemeinde an die Bahnstrecke Dresden–Werdau (6258, sä. DW) und Roßwein–Niederwiesa (6620, sä. RW) mit verkehrs- und ortsgeschichtlicher Bedeutung. - Baugeschichte: Der Bahnhof wurde mit der Strecke Annaberg-Chemnitz am 14. Mai 1866 für Güter- und Personenverkehr eröffnet. Die Strecke war gleichzeitig ein Abschnitt der Verbindung von Dresden nach Chemnitz, die drei Jahre später am 1. März 1869 eröffnet wurde. Gleichzeitig wurde Niederwiesa Anfangsbahnhof der Zweigbahn von Niederwiesa nach Hainichen, die 1872 bis 1874 mit der Verlängerung nach Roßwein eine Verbindung zur Borsdorf-Meißner Linie schuf. Das kleine Bahnhofsgebäude, das heute als Wohnhaus noch vorhanden ist, wurde 1869 erbaut und 1913 durch ein größeres im Reformstil abgelöst, an dem in späterer Zeit kaum Veränderungen vorgenommen wurden. - Baubeschreibung: Der erste kleine Bahnhof Niederwiesa in Seitenlage nördlich der Gleise mit zweistöckigem Mittelteil und anderthalbstöckigen beidseitigen Anbauten, Dachüberstand und Rundbogenfenstern im Erdgeschoß aus dem Jahr 1866 dient heute als Wohnhaus. Er wurde 1913 durch einen Neubau ersetzt. - Bewertung innerhalb des Bestandes geschützter Empfangsgebäude: Das alte Empfangsgebäude weist in kleinerer Variante dieselbe Kubatur und Formensprache wie das Klingenberger Empfangsgebäude auf, das vier Jahre früher entstand. Da beide auf derselben Strecke liegen, kann der Entwurf durchaus auf eine Hand zurückgeführt werden. Die anderen Gebäude der Strecke sind oft stark überformt, so dass sie kaum noch zum Vergleich dienen können. Das alte Empfangsgebäude ist eines der ältesten noch erhaltenen Empfangsgebäude der Eisenbahnstrecke Dresden – Werdau und damit ein wichtiges Zeugnis sächsischer Eisenbahngeschichte, woraus sich seine verkehrshistorische Bedeutung ableitet. | 09240022 |

## Braunsdorf
| Bild                                    | Bezeichnung | Lage                      | Datierung                                                                                           | Beschreibung | ID       |
| --------------------------------------- | --- | ------------------------- | --------------------------------------------------------------------------------------------------- | --- | -------- |
| Weitere Bilder                          | Eisenbahnviadukt | (Flurstück 172/4) (Karte) | 1867–1868                                                                                           | Markantes, das Landschaftsbild maßgeblich prägendes Bauwerk der Bahnstrecke Roßwein–Niederwiesa (6620; sä. RW; Striegistalbahn) von technikgeschichtlicher, ortsgeschichtlicher und landschaftsbildprägender Bedeutung. Überquert Landstraße und Zschopau bei Flurstück 36a bis 42, 24-bogige Steinbrücke mit gleichmäßigen Bögen, Länge 254,87 m, 6,2 m Höhe, 4,5 m Breite, Eisenbahnviadukt Braunsdorf (R-W 34, 635 – 34,815). | 09240799 |
| Weitere Bilder                          | Straßenbrücke über die Zschopau (Oesterheltbrücke) | (Flurstück 209/4) (Karte) | 1929                                                                                                | Zweibogige Steinbrücke mit halbrunder Pfeilervorlage und Austritt von baugeschichtlicher, technikgeschichtlicher und landschaftsprägender Bauweise. Zweijochige Natursteinbrücke, im Volksmund „Oesterheltbrücke“ genannt nach Dr. Oesterhelt, Amtshauptmann von Flöha und Vorsteher der Jagdaufsichtsbehörde. Flach über den Fluss führende Natursteinbrücke mit zwei weitspannenden, flachen Segmentbögen, Mittelpfeiler an beiden Seiten mit halbrunder Vorlage und Austritten, Steinbrüstungen. Beide Brückenbögen segmentbogenförmig und flach. 1994 grundlegende Instandsetzung. Ingenieurbau in gutem Originalzustand und landschaftsangepasster Bauweise. Der Denkmalwert ergibt sich aus der regionalgeschichtlichen, technikgeschichtlichen sowie landschaftsprägenden Bedeutung. | 09240010 |
| Direkt Bild zu diesem Denkmal hochladen | Wohnhaus | Am Grünen Hang 5 (Karte)  | Um 1923                                                                                             | Landhaus in aufwendiger Gestaltung von baukünstlerischer und baugeschichtlicher Bedeutung Giebelständig zur Straße stehendes Einfamilienwohnhaus, um 1920/25 erbaut. Eingeschossig mit hohem Bruchsteinsockel, dort Garage mit bauzeitlichen Toren, Erdgeschoss verputzt mit Standerker über halbkreisförmigen Grundriss aus Bruchsteinmauerwerk, darüber Balkon mit Holzbrüstung an der Giebelseite. Fenster des Erdgeschosses mit Holzklappläden mit herzförmigem Einschnitt. Steiles, leicht geschweiftes Satteldach mit Schieferdeckung, großem Dachhaus mit Walmdach sowie verbrettertem Giebel. Architektonisch anspruchsvoll gestaltetes Einfamilienwohnhaus, gut erhaltenes Beispiel dieser Gattung der beginnenden 1920er Jahre. Der Denkmalwert des Hauses ergibt sich demnach aus der baugeschichtlichen und baukünstlerischen Bedeutung. | 09303334 |
| Direkt Bild zu diesem Denkmal hochladen | Wohnhaus | Am Schloßblick 7 (Karte)  | 1927                                                                                                | Landhaus aus Bruchsteinsichtmauerwerk von baukünstlerischer und baugeschichtlicher Bedeutung, vorkragendes Dach, im oberen Bereich verschiefert, Bauherr: Hagedorn. 1927 nach Entwürfen des Architekten Rudolf Brümmer erbautes Landhaus in sehr gutem Originalzustand. Eingeschossig mit abknickendem, weit vorkragendem Satteldach. Erdgeschoss Bruchsteinmauerwerk, Fenstergewände Betonguss. Haustür und Fenster wurden erneuert. Giebeldreieck sowie Dach und große Gaube verschiefert. Das Haus beeindruckt durch seine Materialästhetik sowie das spannungsvolle Wand-Öffnungs-Verhältnis, die Gruppierung der Fenster und deren unterschiedliche Formate. Es entstand ein Haus von unverwechselbarem Erscheinungsbild. Auch wenn das Haus singulär in seiner Ausprägung ist, sind deutlich die Einflüsse z. B. des Heimatstils der 1920er Jahre spürbar. Der Denkmalwert ergibt sich aus dem baukünstlerischen Wert (wie oben erläutert) und aus seinem baugeschichtlichen Wert als qualitätvolles Beispiel des individuellen Wohnhausbaus seiner Erbauungszeit. | 09240586 |
| Weitere Bilder                          | Wasserturm | Am Wasserturm (Karte)     | 1911                                                                                                | Zum Wohnhaus umgebauter, gut erhaltener Wasserturm des Architekten Hugo Heyl, von ortsgeschichtlicher, baugeschichtlicher, technikgeschichtlicher sowie landschaftsprägender Bedeutung. 1911 ließ der Unternehmer Hugo Heyl aus Braunsdorf durch den Architekten H. Gottschald (Chemnitz) die Wasseranlage zur Versorgung der durch ihn angelegten Siedlung bauen, dazugehörig ein Brunnen von 3 m Durchmesser und 9 m Tiefe, eine Pumpenanlage war in einem Häuschen oberhalb des Brunnens untergebracht. Weiterhin wurde eine eiserne Druckrohrleitung von 60 mm Durchmesser und 750 m Länge benötigt. Der Turmhochbehälter bestand im unteren Teil aus Ziegelmauerwerk, der Behälter selbst aus Eisenbeton, er fasste 30 m³. Es gehörte eine Hauptverteilungsrohrleitung von 100 mm Durchmesser und 700 m Länge für 25 Hausanschlüsse zur Anlage. Der Wasserturm kann als Wahrzeichen von Braunsdorf angesehen werden und fand nach der Eingemeindung des Ortes Eingang in das Gemeindewappen von Niederwiesa. Sein zweigeschossiger Schaft besteht aus verputztem Ziegelmauerwerk. Die Eingangstür wird durch Putzfaschen eingefasst. Der zweigeschossige Turmkopf besteht aus einer verschieferten Fachwerkkonstruktion auf achteckigem Grundriss. Die ursprünglich mehrscheibigen Fenster waren in Guss gefertigt gewesen. Abschluss des Turmes durch eine flache Welsche Haube mit Turmknauf und Wetterfahne. Im Inneren blieben bis zum Ende der 1990er Jahre der Hochbehälter, die Eisentreppe und die Geschosspodeste im Original erhalten. Umfassende Sanierungsmaßnahmen im Zeitraum 1998 bis 2001. Der Turm diente ursprünglich der Versorgung von 80 Grundstücken im Oberdorf von Braunsdorf (300 mNN) mit Trink- und Brauchwasser. Das Wasser wurde aus einem neun Meter tiefen Brunnen beim Harrasfelsen mit einem Durchmesser von drei Metern und einem Fassungsvermögen von ca. 55 m³ über eine Druckleitung (60 mm) zu dem 750 Meter entfernten Hochbehälter gepumpt. Die Pumpenanlage zur Beförderung des Wassers aus dem Brunnen befand sich direkt über dem Brunnen und wurde mittels Deutz-Dieselmotor angetrieben. Eine weitere Pumpenanlage befand sich neben dem Turm in einem kleinen Häuschen und diente der Wasserverteilung zu 25 Abnehmeranschlüssen. Die dafür genutzte 100 mm Hauptleitung war ca. 700 Meter lang. Am 28. Oktober 1913 bot Heyl das Wasserversorgungssystem der Gemeinde Braunsdorf zum Kauf an, die jedoch ablehnte. Erst nach 1934 kam es zum Verkauf der privaten Wasserleitung. Nun nutzte man Wasser aus dem städtischen Wassersystem, dass in DDR-Zeiten staatlich organisiert, nach 1991 vom Wasserzweckverband Niederwiesa/Braunsdorf und ab 1995 ZWA „Mittleres Erzgebirgsvorland“ betrieben wurde. 1996 wurde der Turm außer Betrieb gesetzt und ein Jahr später verkauft. Bis 2003 wurde der Turm zu Wohnzwecken umgebaut. Dazu wurde der Wasserbehälter ausgebaut und der Baukörper saniert. Bereits 1980 anlässlich der 650-Jahr-Feier Braunsdorf wurde (erstmals) ein Sonderpoststempel mit dem Wasserturm herausgegeben. Neben der versorgungsgeschichtlichen Bedeutung des Wasserurmes erlangt der Turm als landschaftsprägendes Denkmal Bedeutung. | 09240585 |
| Direkt Bild zu diesem Denkmal hochladen | Villa und Nebengebäude sowie Einfriedung mit Torhaus | An der Zschopau 2 (Karte) | Um 1905                                                                                             | Villa im Schweizer Stil von bau- und ortsentwicklungsgeschichtlichem Wert. Zweigeschossiger Putzbau mit Zierfachwerk an Giebel und Wintergärten. Die im Schweizer Stil erbaute Villa besticht durch ihren guten Originalzustand. Zum Zeitpunkt der Denkmalerfassung waren die originalen Fenster – zweiflüglige Fenster mit gesprossten Oberlichtern (senkrechte Sprossen) und teilweise auch Bleiglasfenster erhalten. Die Fassaden werden durch Eckquaderung, Konsolfriese und Fenstergewände aus Natursteinen gegliedert. Der Abschluss des Hauses erfolgt durch Krüppelwalmdach, der Giebel teilweise auch durch Satteldächer. Vorhanden sind noch Teile der Garteneinfriedung. Bemerkenswert ist das Torhaus an der Ecke des Grundstücks. Vergleichbar ist diese Villa mit den im Umland von Chemnitz vielfach um 1900 erbauten Landhäusern von Bankiers und Fabrikanten, die sich in jener Zeit in den Randgebieten und umliegenden Dörfern der Großstädte ansiedelten, um dem Lärm und den Industrieabgasen zu entfliehen. Die Adaption Schweizer Häuser drückt gestalterisch das Bedürfnis nach einem natürlichen Wohnumfeld mit ungestörter Landschaft und sauberer Luft aus. Durch ihre architektonische Qualität und die Authentizität des Bauwerks dokumentiert es anschaulich die beschriebenen Lebensauffassungen, so dass es bau- und sozialgeschichtliche Bedeutung erlangt. | 09240584 |
| Direkt Bild zu diesem Denkmal hochladen | Drei Seitengebäude (das westliche mit Kumthalle) und südliche Scheune eines Vierseithofes | Dorfstraße 20 (Karte)     | Um 1850                                                                                             | Landschaftsprägender, gut erhaltener Bauernhof von ortsgeschichtlichem, ortsbildprägendem und baugeschichtlichem Wert. Drei Seitengebäude und Scheune eines Bauerngutes, ortsbildprägendes Ensemble ländlicher Wirtschaftsgebäude aus dem 19. Jahrhundert in sehr gutem Originalzustand. Ein Seitengebäude schließt unmittelbar an das Wohnhaus an. Es handelt sich hierbei um einen zweigeschossigen Bau mit massivem und verputztem Erdgeschoss mit Stallungen sowie einem drempelartigen Obergeschoss in Fachwerkbauweise mit Lagerräumen. Abschluss durch flachgeneigtes, mit Schiefern gedecktes Satteldach. Hierzu im rechten Winkel steht ein Stallgebäude, ebenfalls ein Gebäude mit massivem Erdgeschoss und einem Fachwerkobergeschoss. Auch dieses Gebäude schließt durch ein flachgeneigtes Satteldach ab. Eine Besonderheit bildet die dreijochige Kumthalle auf Pfeilern. Im rechten Winkel zum Wohnstallhaus, neben der Einfahrt steht das dritte Seitengebäude, ein eingeschossiger verputzter Bruchsteinbau, dessen Fenstergewände sowie das Bruchsteinmauerwerk aus Hilbersdorfer Porphyrtuff bestehen. An den massiven Teil des Hauses schließt eine verbretterte Fachwerkkonstruktion an. An der Südseite des Hofes steht eine eingeschossige verbretterte Fachwerkscheune, ebenfalls mit Satteldach. - westliches Seitengebäude: massives Erdgeschoss mit Pferdestall und dreibogiger Kumthalle, Obergeschoss Fachwerk, Satteldach - nördliches Seitengebäude (im Anschluss an das Wohnhaus): massives Erdgeschoss, Obergeschoss Fachwerk, dort straßenseitig zwei Ladetüren, giebel verschiefert, Satteldach - östliches Seitengebäude: eingeschossiger verputzter Bruchsteinbau, Fenstergewände aus Hilbersdorfer Porphyrtuff, anschließend verbretterte Fachwerkkonstruktion, Satteldach - südliche Scheune: große verbretterte Holzkonstruktion mit zwei originalen Toren, Satteldach Das Wohnhaus wurde in seinem äußeren Erscheinungsbild verändert, so dass dieses keinen Denkmalwert besitzt. Die Hofanlage ist die einzige des Dorfes, die vollständig erst im 19. Jahrhundert und später entstand. Überhaupt sind im Landkreis Gehöfte dieser jüngeren Entstehungszeit sehr selten, so dass die baulichen Anlage sowie jedes der Wirtschaftsgebäude einen hohen Aussagewert zum ländlichen Bauen im 19. Jahrhundert haben, woraus sich die baugeschichtliche Bedeutung der betreffenden Gebäude ableitet. | 09240057 |
| Direkt Bild zu diesem Denkmal hochladen | Villa mit Garten | Dorfstraße 37 (Karte)     | 1913–1914                                                                                           | Dominant liegende Villa, umgeben von parkartigem Garten mit gut erhaltenem Großgrün von baugeschichtlicher, ortsgeschichtlicher und landschaftsprägender Bedeutung. Villa mit großzügigem parkartigem Garten, ursprünglich zur Mühle Braunsdorf gehörend. Vor 1913 erbaut. Über L-förmigem Grundriss errichteter, zweigeschossiger Putzbau mit rückwärtiger „Vorfahrt“, an der Hauptschauseite zur Mühle Veranda und Erker. Hausteinsockel steinsichtig, ebenso das Sohlbankgesims im Erdgeschoss und im 1. Obergeschoss, Graupelputz, Putzfaschen an den Fensteröffnungen, ursprünglich Kastenfenster, teilweise Fensterläden, teils Bleiglasfenster, Ziergitter in Jugendstilformen, Türen holzsichtig, kassettiert mit schmiedeeisernen Beschlägen und Metallfußbrett. Abschluss durch abgewalmtes Satteldach, die „Vorfahrt“ mit kielförmigem Dach. Im Inneren gute bauzeitliche Ausstattung u. a. Türen, holzsichtig, Treppen und Geländer, teils Stuckdecken, Paneel, Parkett und Steinholzfußböden. Das Haus und auch der zugehörige Garten bestechen durch den hohen Grad an Originalität aus der Erbauungszeit. Als Beispiele der Architektur und Gartengestaltung sowie auf Grund der beschriebenen qualitätvollen Gestaltung erlangen die Villa eine große baugeschichtliche und baukünstlerische und der Garten eine gartenhistorische Bedeutung. | 09240055 |
|                                         | Villa | Dorfstraße 41 (Karte)     | Um 1905                                                                                             | Schlichter Putzbau mit Zierfachwerk sowie qualitätvoller bauzeitlicher Innenausstattung, von baugeschichtlichem Wert. Kleinere, vielgliedrige Villa, ursprünglich einem Mühlenbesitzer gehörend, um 1910 erbaut. Eingeschossiger Putzbau mit Drempel, Natursteinsockel, heute verputztem Zierfachwerk, polygonalen Erkern und Balkonen, Fenstergewänden aus Rochlitzer Porphyrtuff. Hohes Ziegeldach, teils Satteldach, teils Walmdach. Im Inneren gute bauzeitliche Innenausstattung. Der gute Originalzustand sowie die besonders typische Ausprägung begründen den baugeschichtlichen Wert des Hauses. Gehörte einem der Mühlenbesitzer, Fachwerkdrempel, farbige Oberlichtfenster, Fenstergewände gefärbter Balkon, Giebeldreieck verschiefert, Putzfassade. Beschreibung der Innenräume: - großzügige Eingangshalle mit breiter Treppe zum Obergeschoss, bauzeitlich komplett in Höhe von ca. 1,60 m mit Wandpaneel sehr qualitätvoll verkleidet, darin Spiegel und zweiflüglige Windfangtür eingefasst - im Erdgeschoss und Obergeschoss sämtliche originale Türen vorhanden, Drückergarnituren nicht mehr vollständig aber größtenteils noch vorhanden, keine Stuckornamente an Decken und Kehlen, - Fenster leider in Kunststoff ersetzt, nur noch Teile der originalen, floral gestalteten Bleiglasfenster im Treppenhausbereich vorhanden - Fußböden im Erdgeschoss teilweise noch vorhanden, im Obergeschoss weitestgehend durch Laminat ersetzt | 09240056 |
| Weitere Bilder                          | Möbelstoffweberei Tannenhauer, bestehend aus Fabrikgebäude mit technischer Ausstattung (Generator, Dieselantriebsaggregat, ausgewählte Maschinen mit zugehörigen Arbeitsmitteln der Weberei Tannenhauer und Musterarchiv, ausgewählte Maschinen der heutigen Weberei Cammann sowie ausgewählte Maschinen des Industriemuseums Chemnitz) und Verwaltungsanbau, Kesselhaus mit Schornstein, ehemaliger Färberei mit Remisenanbau, Trockenhaus, Mauerresten der Garntrockenterrassen sowie Bergkeller | Inselsteig 16 (Karte)     | Um 1800 (Spinnerei); 1820–1978 (Textilmaschinen); 1910/1911 (Weberei); 1911 (Generator Firma Lloyd) | Herausragendes technikgeschichtliches Denkmal der sächsischen Textilindustrie, insbesondere durch weitgehend vollständig erhaltene Maschinenausstattung (mehrerer Maschinen der Sächsischen Webstuhlfabrik Louis Schönherr in Chemnitz von 1910 und seltener Jaquardwebmaschinen) und zugehöriger Arbeitsmittel wie Musterbücher sowie Textilmaschinensammlung aus dem Industriemuseum Chemnitz, zudem Zeugnis der sächsischen Industriearchitektur, bau- und technikgeschichtliche Bedeutung, Seltenheitswert. Vor 1800 errichtet, Neubau des Hauptgebäudes, wohl Nutzung als Mühle, 1827 erste Spinnfabrik des Christian Gottfried Vogelsang erwähnt, 1830 6.356 Spindeln mit Wasserantrieb, 126 Mitarbeiter, 40 Kinder, 1848 Kauf der Spinnfabrik durch Friedrich W. Eißelt, 1874 Kauf der Spinnfabrik durch Ernst E. Saupe und Friedrich Breyer, 1877 Umstellung auf Filzfabrikation/ Filzfabrik Breyer & Saupe, 1880 Verkauf der Mühle an Franz R. Weber, 1889 Saupe Alleininhaber, 1890 Einbau einer Schafwollwäscherei- und Färberei, 1900 Zetsche & Höpfner Filzfabrik (Pächter von Saupe), 1910 Verkauf der Fabrikanlage an Paul Martin Tannenhauer (1857–1926), Umzug der Fabrik aus Chemnitz, Weberei für Mokette, Möbel- und Wagenstoffe (einschließlich Maschinenpark), im Ersten Weltkrieg Herstellung von Isolierstoffen für Kabel und Schiffausrüstungen, ab 1926 Kurt Tannenhauer (ab 1936 alleinige Leitung, Bruder Paul Tannenhauer ebenfalls Besitzer), 1940 Stilllegung wegen „jüdischer Versippung“, Umstellung des Betriebs auf Handweberei mit vier Angestellten, ab 1949–1979 Familienbetrieb (ab 1972 selbstständiger VEB), Herstellung von Stoffen für Tischdecken, Möbel und Gardinen (Stoffe in Schloss Pillnitz, Sanssouci Potsdam und Staatsoper Berlin verwendet), 1979 VE Polsterkombinat Oelsa/Rabenau (ab 1987/88 VEB Möbelkombinat Hellerau), 1982 Teil des VEB Wohnraumtex Hohenstein-Ernstthal, 1989/90 Stilllegung, Übernahme durch die TLG Treuhand Liegenschaftsgesellschaft mbH, 1991/92 Rückübertragung an Werner und Eva Tannhauer, 1990–1996 Depot des Industriemuseums Chemnitz, 1994 Unterschutzstellung als Denkmal, Technisches Museum, Schauweberei; 2002 Überschwemmung der Insel infolge des Hochwassers, Zerstörung mehrerer kleinerer Gebäude wie Garagen, Schuppen sowie der Gärten der Arbeiter (Obstbäume noch vorhanden). | 09240798 |

## Lichtenwalde
| Bild                                    | Bezeichnung | Lage                                                                       | Datierung | Beschreibung | ID       |
| --------------------------------------- | --- | -------------------------------------------------------------------------- | --- | --- | -------- |
| Direkt Bild zu diesem Denkmal hochladen | Alter gräflicher Friedhof mit Grabstätten der Familie Vitzthum von Eckstädt, einem Gedenkstein für den während des Zweiten Weltkrieges gefallenen Sohn und einem Holzkruzifix des Oberammergauer Bildschnitzers Hans Mayr, der Einfriedungsmauer sowie der gärtnerischen Friedhofsgestaltung (Einzeldenkmale der Sachgesamtheit 09240597) | (Flurstück 462a) (Karte)                                                   | Letztes Viertel 19. Jahrhundert (Friedhofsgestaltung); 1879–1951 (Grabmal); um 1880 (Kruzifix); 1943 (Gedenkstein für den Sohn des Grafen)                                                                            | Einzeldenkmale der Sachgesamtheit Schloss, Vorwerk, Schlossgarten und Park Lichtenwalde; Anlage mit historischen Grabsteinen, Denkmälern und hoher Mauer, von großer ortsgeschichtlicher Bedeutung. Der „Gräfliche Friedhof“ schließt in nordöstlicher Richtung an das ehemalige Gärtnereigelände an und wurde erst unter Otto Friedrich III. Hermann Günter Vitzthum von Eckstädt (1855–1936) angelegt. Dieser wollte hier eine separate Ruhestätte für die Familie Vitzthum zu schaffen. Mit dessen Sohn Siegfried starb der Familienzweig aus, weshalb sich auf dem Friedhof nur vier Gräber und ein Gedenkstein für den im Zweiten Weltkrieg gefallenen Sohn befinden. Bemerkenswert ist das 6 m hohe hölzerne Kruzifix des Oberammergauer Holzschnitzers Hans Mayr. Der Friedhof wird von einer umlaufenenden Bruchsteinmauer eingefriedet. Neben zwei Pforten im Osten existiert noch ein weiterer Zugang mit Treppe von der Gärtnerei in den Friedhof in der Südmauer. Der Friedhof ist ganz im romantischen Duktus des 19. Jahrhunderts mit landschaftlich geschwungenen Wegen ausgestattet. Wertvoller Altgehölzbestand aus Rot-Buche (Fagus sylvatica), Sommer-Linde (Tilia platyphyllos), Winter-Linde (Tilia cordata), Spitz-Ahorn (Acer platanoides) und Esche (Fraxinus excelsior) sowie Bodendecker wie Immergrün und Efeu vervollständigen das Bild des melancholisch-romantischen Begräbnisplatzes. Der „Gräfliche Friedhof“ einschließlich seiner Grabmale, des Gedenksteins und des Holzkruzifixes ist für die Ortsgeschichte Lichtenwaldes von außerordentlich großer ortsgeschichtlicher Bedeutung. | 09240605 |
| Direkt Bild zu diesem Denkmal hochladen | Häuslerhaus | Am Angerbach 2 (Karte)                                                     | Um 1800 | Schlichtes Fachwerkhaus von baugeschichtlichem Wert. Zeit- und landschaftstypisches Fachwerkhaus, um 1800 erbaut, massives Erdgeschoss, Fachwerkobergeschoss mit zahlreichen gezapften Streben, teilweise verkleidet, Satteldach. Dachstuhl vermutlich älter. Als Beispiel ländlichen Bauens um 1800 und auf Grund des guten Originalzustandes von baugeschichtlichem Wert. | 09240589 |
| Direkt Bild zu diesem Denkmal hochladen | Häuslerhaus | Am Angerbach 3 (Karte)                                                     | Um 1800 | Zeittypisches Fachwerkhaus in gutem Originalzustand von baugeschichtlichem Wert. Zeit- und landschaftstypisches Häusleranwesen mit massivem Erdgeschoss und strebenreichem Fachwerkobergeschoss, Hausabschluss durch Satteldach, Giebel verbrettert. Bemerkenswert sind die Tür- und Fenstergewände. Weitgehend original erhaltenes Wohnhaus aus der Zeit um 1800, damit baugeschichtlich bedeutsam. | 09240590 |
| Direkt Bild zu diesem Denkmal hochladen | Häuslerhaus | Am Angerbach 4 (Karte)                                                     | Um 1800 | Zeittypisches, original erhaltenes Fachwerkhaus von baugeschichtlichem und städtebaulichem Wert. Traditionelles Häusleranwesen mit massivem Erdgeschoss (vermutlich 1895 unterfahren) und schlichter Fachwerkkonstruktion im Obergeschoss (vermutlich um 1800). Den Abschluss des Hauses bildet ein leicht geschweiftes Satteldach. Gut erhalten blieben die Fenster- und Türgewände im Erdgeschoss sowie die Fenstergrößen. Auf Grund des guten Originalzustandes wird dieses ländliche Wohnhaus zum Dokument ländlichen Bauens um 1800 und besitzt somit einen baugeschichtlichen Wert. Zugleich kommt diesem Gebäude ebenso wie der gut erhaltenen, zeitgleich entstandenen Nachbarbebauung auch ortsentwicklungsgeschichtliche und städtebauliche Bedeutung zu. | 09240591 |
| Direkt Bild zu diesem Denkmal hochladen | Seitengebäude (mit Oberlaube) eines Bauernhofes | Am Angerbach 7 (Karte)                                                     | Um 1700 | Hausgeschichtlich bemerkenswertes Fachwerkhaus. Seitengebäude mit Oberlaube, heute Wohnhaus, eines ehemaligen Bauerngutes, Erdgeschoss massiv (vermutlich unterfahren), Obergeschoss und Giebel des Dachgeschosses in Fachwerkbauweise, dreijochige Oberlaube, ursprünglich mit aufgeblatteten Kopfbändern, Hausabschluss durch steiles Satteldach. Bei der 1992 erfolgten Sanierung wurden große Teile der Fachwerkkonstruktion erneuert, dabei auch große Teile der Oberlaube. Als eines der wenigen erhaltenen Gebäude mit Oberlaube im Landkreis kommt diesem Gebäude ein baugeschichtlicher Wert zu. | 09240592 |
| Direkt Bild zu diesem Denkmal hochladen | Ehemalige Brauerei sowie Gesindehaus, später Wohnhaus (Einzeldenkmal der Sachgesamtheit 09240597) | August-Bebel-Straße 6 (Karte)                                              | Vor 1842; nach Brand 1842 neu aufgebaut | Einzeldenkmale der Sachgesamtheit Schloss, Vorwerk, Schlossgarten und Park Lichtenwalde; dreigeschossiger Putzbau von baugeschichtlichem, ortsgeschichtlichem und städtebaulichem Wert. 1842 abgebrannt und wieder aufgebaut, dreigeschossiger, breit lagernder Putzbau mit Krüppelwalmdach und einzeln stehenden Gauben mit Satteldächern, aufwendiges Türportal, im Erdgeschoss Reste des alten Baukörpers vorhanden. | 09240596 |
| Direkt Bild zu diesem Denkmal hochladen | Häusleranwesen, bestehend aus Wohnhaus und Seitengebäude | August-Bebel-Straße 12 (Karte)                                             | Um 1800 (Wohnhaus); um 1900 (Seitengebäude) | Verschiefertes Fachwerkhaus von baugeschichtlichem, sozialgeschichtlichem und ortsbildprägendem Wert. Das zweigeschossige Wohnhaus dürfte nach Schätzung des vorgefundenen Baubestandes in der 1. Hälfte des 19. Jahrhunderts erbaut worden sein. Der zeit- und landschaftstypische Bau ist im Erdgeschoss massiv und verputzt, die Fenstergewände mit einer Hohlkehle bestehen aus Hilbersdorfer Porphyrtuff. Das Obergeschoss weist eine verschieferte Fachwerkkonstruktion auf, vermutlich mit originalen Fensterformaten. Das Haus schließt ein mit Schiefern gedecktes Satteldach ab. An der heutigen Eingangsseite befindet sich ein nachträglicher hölzerner Wetterschutz. Zum Anwesen gehört ein Seitengebäude, ein Klinkerbau mit Satteldach und Zwerchgiebel. Beide Bauten blieben in gutem Originalzustand erhalten. Sie dokumentieren das Bauhandwerk sowie die Lebensweise der jeweiligen Bauzeit, wodurch sie baugeschichtliche und sozialgeschichtliche Bedeutung erlangen. | 09240594 |
| Direkt Bild zu diesem Denkmal hochladen | Wasserhochbehälter | August-Bebel-Straße 34 (neben) (Karte)                                     | Um 1910 | Aufwendig gegliederter kleiner Putzbau von technikgeschichtlichem Wert. Wasserwirtschaftliche Anlage, um 1900 errichtet zur örtlichen Wasserversorgung. Eingeschossiger Putzbau mit Natursteindekorationen an Hauskanten sowie dem oberen Abschluss. Über dem Eingang Verdachung sowie Wappen. Obwohl von untergeordneter Bedeutung, war man zur Erbauungszeit bemüht, auch diesen unscheinbaren Zweckbau dem Zeitgeschmack entsprechend zu gestalten, so dass sich dieser ins Orts- und Landschaftsbild harmonisch einfügt. Als gut erhaltenes Beispiel der Industriearchitekturauffassungen des beginnenden 20. Jahrhunderts erlangt dieses Wasserhaus bau- und industriegeschichtliche Bedeutung. | 09240607 |
| Direkt Bild zu diesem Denkmal hochladen | Häusleranwesen mit Heiste | Frankenberger Straße 3 (Karte)                                             | Um 1800 | Städtebaulich markantes Fachwerkhaus von baugeschichtlichem Wert. Zeit- und landschaftstypisches Häusleranwesen, etwa um 1800 erbaut. Fachwerkgebäude mit Satteldach, eine Giebelseite vermutlich massiv. Das Gebäude besticht durch seinen guten Originalzustand, woraus sich sein baugeschichtlicher Wert ableitet. Gleichzeitig prägt es das Ortsbild. | 09240598 |
| Weitere Bilder                          | Schule | Frankenberger Straße 6 (Karte)                                             | 1926–1927 | Repräsentativer Putzbau von bau- und ortsgeschichtlicher Bedeutung. Um 1905/1910 erbaute Schule von Lichtenwalde. Repräsentativer Putzbau mit Mittelrisalit, dort Eingang mit reich dekoriertem Schlussstein. Die Fassade gestaltet durch unterschiedliche Fensterformen, Betonfenstergewände und Zierfachwerk im Giebelbereich des Mittelrisalits. Das Gebäude wird durch ein Krüppelwalmdach abgeschlossen. Die bauzeitliche Haustür blieb erhalten. Bemerkenswert ist der gute Originalzustand des Bauwerks, wodurch es zum exemplarischen Beispiel des Schulbaus um 1900 wird und baugeschichtliche Bedeutung erlangt. Gleichzeitig kommt dem Gebäude auf Grund seiner Nutzung ortsgeschichtliche Bedeutung zu. | 09240599 |
| Direkt Bild zu diesem Denkmal hochladen | Scheune der ehemaligen Schäferei | Frankenberger Straße 8 (Karte)                                             | 1. Hälfte 19. Jahrhundert | Original erhaltener Bruchsteinbau von ortsgeschichtlicher Bedeutung. Vermutlich in der 1. Hälfte des 19. Jahrhunderts erbautes Wirtschaftsgebäude des Rittergutes. Die Schäfereien waren integrale Bestandteile von Rittergütern, blieben aber auf Grund ihrer Nutzung nur vereinzelt erhalten. Der eingeschossige verputzte Bruchsteinbau zeigt die für diese Stallungen typischen Baumerkmale. Trotz geringfügiger baulicher Veränderungen blieb der Schafstall in gutem Originalzustand erhalten und erlangt somit baugeschichtlichen Wert, als Bestandteil des Rittergutes auch ortsgeschichtliche Bedeutung, wichtig für Ortsbild und aus regionalhistorischer Sicht. | 09240600 |
| Direkt Bild zu diesem Denkmal hochladen | Häusleranwesen | Frankenberger Straße 15 (Karte)                                            | Um 1800 | Zeittypisches Fachwerkwohnhaus von baugeschichtlichem Wert. Vermutlich im ausgehenden 18. Jahrhundert erbautes Häusleranwesen. Kleiner Fachwerkbau mit massivem Erdgeschoss und Satteldach sowie giebelseitigem Schuppenanbau. Bemerkenswerter Originalzustand, prägend für das Straßenbild. Als gut erhaltenes Zeugnis ländlichen Bauens und Lebens um 1800 von bau- und sozialgeschichtlicher Bedeutung. | 09240601 |
| Weitere Bilder                          | Schloss, Vorwerk, Schlossgarten und Park Lichtenwalde (Sachgesamtheit) | Schloßallee 1, 2, 3, 4, 5 (August-Bebel-Straße 6, An der Zschopau) (Karte) | Um 1180 (Burganlage mit Bergfried und Kapelle); 1722 (Abbruch Burg und Errichtung Schloss); 1905–1908 (Wiederaufbau Schloss nach Brand); letztes Viertel 19. Jahrhundert (Friedhof)                                   | Sachgesamtheit Schloss, Vorwerk, Schlossgarten und Park Lichtenwalde mit folgenden Einzeldenkmalen: Schloss mit Schlossbrücke, Wirtschaftshof, Kapelle und Teehaus, Schlossgarten mit Einfriedung, Parkrestauration, Konzertpavillon, Aussichtspavillons, Skulpturen und Wasserspielen, landschaftlicher Schlosspark mit Ausstattung sowie Harras-Eiche (siehe 09302038), Küchengarten, Orangerie mit anschließendem Wohnteil, Kellerhaus, Einfriedung mit Toren sowie Wasserreservoir zur Wasserversorgung der Wasserspiele des Schlossesgartens (siehe 09302042), alter gräflicher Friedhof mit Grabstätten der Familie Vitzthum von Eckstädt, einem Gedenkstein für den während des Zweiten Weltkrieges gefallenen Sohn und einem Holzkruzifix des Oberammergauer Bildschnitzers Hans Mayr, der Einfriedungsmauer sowie der gärtnerischen Friedhofsgestaltung (siehe 09240605), „kleines Vorwerk“ mit herrschaftlicher Schenke (heutige Schlossgaststätte, siehe 09240595) und ehemalige Brauerei sowie Gesindehaus (siehe 09240596), »großes Vorwerk« (auch als Rittergut bezeichnet) mit Brennerei (ursprünglich Gutsscheune, heute Wohnhaus), Altstall (heute Gewerbeeinrichtung), zwei Wohnhäuser („Wohnhaus am Park“ und „Wohnhaus an der Linde“), Stallgebäude und Kopie des alten Taubenhauses (siehe Einzeldenkmalliste - Obj. 09302043), Schlossmühle mit Resten des Mühlengebäudes, Mühlenwohnhaus, Nebengebäude, Mühlgraben und Wehr (siehe 09240587) und Steinbogenbrücke (siehe Einzeldenkmalliste - Obj. 09244522) sowie Kopien der ehemaligen Parkausstattung als Sachgesamtheitsteile; überregional bedeutsame Schlossanlage mit bedeutendem Schlosspark, ortsgeschichtlich, regionalgeschichtlich, baugeschichtlich, gartengeschichtlich, technikgeschichtlich, baukünstlerisch, gartenkünstlerisch sowie landschaftsgestaltend von Bedeutung | 09240597 |
| Weitere Bilder                          | Schloss mit Schlossbrücke, Wirtschaftshof, Kapelle und Teehaus, Schlossgarten mit Einfriedung, Parkrestauration, Konzertpavillon, Aussichtspavillons, Skulpturen und Wasserspielen, landschaftlicher Schlosspark mit Ausstattung sowie Harras-Eiche (Einzeldenkmale der Sachgesamtheit 09240597)                                          | Schloßallee 1 (Karte)                                                      | Um 1180 (Anlage der Vorgängerburg); 1905 (Schloss und Wirtschaftsflügel: Wiederaufbau); 17. Jahrhundert (Rest eines Belvedere); 1730–1737 („Cabinetts“); 1946 (Konzertpavillon)                                       | Einzeldenkmale der Sachgesamtheit Schloss, Vorwerk, Schlossgarten und Park Lichtenwalde; Ortsgeschichtlich, regionalgeschichtlich, baugeschichtlich, gartengeschichtlich, technikgeschichtlich, baukünstlerisch, gartenkünstlerisch sowie landschaftsgestaltend von Bedeutung | 09302038 |
| Weitere Bilder                          | Küchengarten, Orangerie mit anschließendem Wohnteil, Kellerhaus, Einfriedung mit Toren sowie Wasserreservoir zur Wasserversorgung der Wasserspiele des Schlossgartens (Einzeldenkmale der Sachgesamtheit 09240597) | Schloßallee 2, 3, 4 (Karte)                                                | Vor 1620 (Küchengarten); 1. Drittel 19. Jahrhundert (Orangerie) | Einzeldenkmale der Sachgesamtheit Schloss, Vorwerk, Schlossgarten und Park Lichtenwalde; bau-, garten- und technikgeschichtlich bedeutsame Anlagenteile der Schlossanlage von Lichtenwalde | 09302042 |
| Direkt Bild zu diesem Denkmal hochladen | Ehemals herrschaftliche Schenke, heute Schlossgaststätte mit Saalanbau (Einzeldenkmal der Sachgesamtheit 09240597) | Schloßallee 5 (Karte)                                                      | 1725 | Einzeldenkmal der Sachgesamtheit Schloss, Vorwerk, Schlossgarten und Park Lichtenwalde; spätbarocker Putzbau von baugeschichtlichem, regionalgeschichtlichem und ortsbildprägendem Wert. 1725 wurde „Die herrschaftliche Schenke“ zeitgleich mit dem Schloss errichtet. Das Gasthaus, ein Putzbau mit Porphyrtuffgewänden, besteht aus zwei unterschiedlichen Gebäudeteilen. Der westliche Gebäudeteil beherbergt den Saal, dabei handelt es sich um einen eingeschossigen Bau, der in Teilbereichen mit einem Mezzaningeschoss ausgestattet ist. Den Abschluss bildet ein Satteldach mit regelmäßig angeordneten Dachhäuschen. Der östliche Gebäudeteil ist zweigeschossig und besitzt 3 zu 4 Achsen. Hier ist das Dach nach Osten abgewalmt und weist an der Vorder-, Rück- und Traufseite zwei Dachhäuschen auf. Im Erdgeschoss befindet sich die Gaststätte. Charakteristische Gestaltungselemente sind das profilierte Traufgesims sowie die Kreuzstockfenster. 1839 fand in der heutigen Schlossgaststätte die Übergabe der Ortsgewalt vom „Gräflichen Vitzthumschen Gericht“ an den gewählten Gemeindevorstand statt. Um das Jahr 1890 wird Gottfried Knöfel als Pächter des Gasthauses genannt. 1920/23 trug die Gaststätte den Namen „Schloß-Restaurant“. Als spätbarocker Bau besitzt die einstige „herrschaftliche Schenke“ in Verbindung mit der Entstehung des Schlossanlage Lichtenwalde baugeschichtliche, regionalgeschichtliche und ortsbildprägende Bedeutung. | 09240595 |
| Weitere Bilder                          | Brennerei (ursprünglich Gutsscheune, heute Wohnhaus), Altstall (heute Gewerbeeinrichtung), zwei Wohnhäuser („Wohnhaus am Park“ und „Wohnhaus an der Linde“), Stallgebäude und Kopie des alten Taubenhauses (Einzeldenkmale der Sachgesamtheit 09240597)                                                                                   | Schloßallee 6, 7, 8, 11 (Karte)                                            | 1609 („Altstall“ nach Brand wieder aufgebaut); zwischen 1609 und 1629 (Erweiterungsbau des ehemaligen Milch- und Käsehandels); um 1885 (ehemaligeGutsscheune, spätere Brennerei, sowie ehemaliges Wirtschaftsgebäude) | Einzeldenkmale der Sachgesamtheit Schloss, Vorwerk, Schlossgarten und Park Lichtenwalde; gut erhaltene ehemalige Wohn- und Wirtschaftsgebäude des alten Vorwerks von Schloss Lichtenwalde von ortsgeschichtlicher, baugeschichtlicher und städtebaulicher Bedeutung | 09302043 |
| Direkt Bild zu diesem Denkmal hochladen | Wohnhaus | Siedlung 1a (Karte)                                                        | Vermutlich um 1820 | Fachwerkhaus mit massivem Erdgeschoss von baugeschichtlichem und ortsbildprägendem Wert. Mitteldeutsches, zeittypisches Fachwerkhaus mit massivem Erdgeschoss und einem Fachwerkobergeschoss. Vermutlich um 1820 erbaut (Schätzung). Das über längsrechteckigem Grundriss aufgeführte zweigeschossige Gebäude wird durch ein mit Schiefern gedecktes Satteldach abgeschlossen. Türportale und Fenstergewände aus Hilbersdorfer Porphyrtuff, das Eingangsportal mit waagerechter Verdachung. Das Fachwerk im Obergeschoss ist regelmäßig, die Holzverbindungen sind gezapft, ein Giebel ist massiv aufgemauert. In unmittelbarer Nähe zum Schloß und Park Lichtenwalde stehend, woraus sich die ortsbildprägende Bedeutung ableitet. Als typisches ländliches Wohnhaus in Fachwerkbauweise aus dem beginnenden 19. Jahrhundert leitet sich die baugeschichtliche Bedeutung ab. | 09240603 |
| Direkt Bild zu diesem Denkmal hochladen | Wohnhaus | Siedlung 7 (bei) (Karte)                                                   | Bezeichnet mit 1842 | Gut erhaltener Putzbau aus der 1. Hälfte des 19. Jahrhunderts von baugeschichtlichem Wert. 1842 erbautes Wohnhaus, vermutlich Häusleranwesen. Zweigeschossiger verputzter Bruchsteinbau mit teilweise erhaltenen Porphyrfenstergewänden. Am Türportal bezeichnet „1842“. Abgeschlossen durch ein Krüppelwalmdach mit kleinen stehenden Gauben zum Zeitpunkt der Denkmalneuerfassung. Das Gebäude verdeutlicht, dass in der 1. Hälfte des 19. Jahrhunderts nach und nach die Fachwerkbauweise durch den Massivbau im ländlichen Raum nahe der Stadt Chemnitz abgelöst wurde. Hieraus und aus dem guten Originalzustand leitet sich der baugeschichtliche Wert des Hauses ab. | 09240604 |
|                                         | Steinbogenbrücke (Einzeldenkmal der Sachgesamtheit 09240597) | Zur alten Mühle (Karte)                                                    | Um 1880 | Einzeldenkmal der Sachgesamtheit Schloss, Vorwerk, Schlossgarten und Park Lichtenwalde; Straßenbrücke über den Mühlgraben und den Angerbach, saniert, ortsgeschichtlich von Bedeutung. Vermutlich um 1900 erbaute einjochige Bruchsteinbrücke, die der Überquerung des Angerbaches und des Mühlgrabens dient. Das Bauwerk blieb in gutem Originalzustand erhalten und bildet mit den Resten der Mühle ein wichtiges bauliches Ensemble von ortsgeschichtlichem Wert. Nahe der Mühle gelegene Straßenbrücke aus Bruchstein in gutem Originalzustand, 01/2018 mit neuer Betonabdeckung. | 09244522 |
| Direkt Bild zu diesem Denkmal hochladen | Wohnhaus | Zur alten Mühle 3 (Karte)                                                  | Um 1800 | Schlichtes Häusleranwesen von baugeschichtlichem und städtebaulichem Wert. Kleines massives Gebäude mit Satteldach, Fenster- und Türgewände erhalten, einfache Gestaltung, Giebel verschiefert, giebelseitiger Anbau. Durch langjährigen Leerstand schlechter Bauzustand. Frühes Beispiel der Massivbauweise im ländlichen Raum um die Stadt Chemnitz. Auf Grund des guten Originalzustandes leitet sich daraus der baugeschichtliche Wert des Hauses ab. | 09240588 |
| Weitere Bilder                          | Nördliche und östliche Mauerreste des Mühlengebäudes (Nr. 4), Mühlenwohnhaus (Nr. 5), zugehöriges Nebengebäude, Wehr und Mühlgraben (Einzeldenkmale der Sachgesamtheit 09240597) | Zur alten Mühle 4, 5 (Karte)                                               | Im Kern 16. Jahrhundert (Grundmauern); 2. Hälfte 16. Jahrhundert (Mühlgraben); um 1800 (Nebengebäude); um 1850/1860 (Müllerwohnhaus); 1894–1895 (Wehr)                                                                | Einzeldenkmale der Sachgesamtheit Schloss, Vorwerk, Schlossgarten und Park Lichtenwalde; zum Lehen des Schlosses Lichtenwalde gehörende Mühle, teilweise nur Grundmauern erhalten, ältestes Gebäude ist das technikgeschichtlich bedeutende Kunstwärterhaus zur Bewässerung der Wasserspiele im Schlosspark ab 1720, heute ohne technische Ausstattung, das Ensemble ist von hoher ortsgeschichtlicher und baugeschichtlicher Bedeutung | 09240587 |

## Tabellenlegende
- Bild: Bild des Kulturdenkmals, ggf. zusätzlich mit einem Link zu weiteren Fotos des Kulturdenkmals im Medienarchiv Wikimedia Commons. Wenn man auf das Kamerasymbol klickt, können Fotos zu Kulturdenkmalen aus dieser Liste hochgeladen werden:
- Bezeichnung: Denkmalgeschützte Objekte und ggf. Bauwerksname des Kulturdenkmals
- Lage: Straßenname und Hausnummer oder Flurstücknummer des Kulturdenkmals. Die Grundsortierung der Liste erfolgt nach dieser Adresse. Der Link (Karte) führt zu verschiedenen Kartendiensten mit der Position des Kulturdenkmals. Fehlt dieser Link, wurden die Koordinaten noch nicht eingetragen. Sind diese bekannt, können sie über ein Tool mit einer Kartenansicht einfach nachgetragen werden. In dieser Kartenansicht sind Kulturdenkmale ohne Koordinaten mit einem roten bzw. orangen Marker dargestellt und können durch Verschieben auf die richtige Position in der Karte mit Koordinaten versehen werden. Kulturdenkmale ohne Bild sind an einem blauen bzw. roten Marker erkennbar.
- Datierung: Baubeginn, Fertigstellung, Datum der Erstnennung oder grobe zeitliche Einordnung entsprechend des Eintrags in der sächsischen Denkmaldatenbank
- Beschreibung: Kurzcharakteristik des Kulturdenkmals entsprechend des Eintrags in der sächsischen Denkmaldatenbank, ggf. ergänzt durch die dort nur selten veröffentlichten Erfassungstexte oder zusätzliche Informationen
- ID: Vom Landesamt für Denkmalpflege Sachsen vergebene, das Kulturdenkmal eindeutig identifizierende Objekt-Nummer. Der Link führt zum PDF-Denkmaldokument des Landesamtes für Denkmalpflege Sachsen. Bei ehemaligen Kulturdenkmalen können die Objektnummern unbekannt sein und deshalb fehlen bzw. die Links von aus der Datenbank entfernten Objektnummern ins Leere führen. Ein ggf. vorhandenes Icon  führt zu den Angaben des Kulturdenkmals bei Wikidata.

## Ausführliche Denkmaltexte
1. ↑  Einzeldenkmale der Sachgesamtheit Friedhof Niederwiesa:
  - Die heutige Friedhofskapelle, die sich ebenfalls im mittleren Bereich befindet, entstand um 1910, da die bis dahin vorhandene Totenhalle den Ansprüchen der Gemeinde nicht mehr genügte. Bei dem Gebäude handelt es sich um einen anspruchsvoller Putzbau von baukünstlerischem Wert, mit gekoppelten Rundbogenfenstern, Sockel aus Werkstein, bauzeitlichen Türen – zweiflügelig mit Glaseinsätzen und Ziervergitterungen – sowie gefaltetem Zeltdach.
  - Die beiden Kriegerdenkmale wurden im Eingangsbereich im Nordwesten des Friedhofs links und rechts des Hauptweges angeordnet. Ein Gedenkstein für die Opfer des Faschschismus befindet sich etwas weiter hinten an der Wegachse des Friedhofs. In unmittelbarer Nähe liegt die letzte Ruhestätte für zwei unbekannte Jüdinnen, die 1945 ums Leben kamen.
  - Kriegerdenkmal Erster Weltkrieg: aufrecht stehende Steinwände mit vertiefter Schrift, Mittelteil mit Inschrift "Unsern Brüdern im Weltkrieg Gefallenen Brüdern/ Sie haben ihr Leben zum Opfer für uns dahingegeben", Mittelteil mit Tierplastik - sitzender Löwe, dessen Fuß auf einem lorbeergeschmückten Helm ruht
  - Kriegerdenkmal Deutsch-Französischer Krieg: Denkmal für Friedrich Wilhelm Richter aus Oberwiesa, 1870 bei Sainte-Marie-aux-Chênes gefallen, sowie Karl-Friedrich Richter, 1870 in Sedan gefallen. Mehrstufig, Muschelkalk, Obelisk, durch Gemeinde am 2. September 1880 eingeweiht.
  - OdF-Gedenkstein: ca. 2m hoher behauener rötlicher Stein (Porphyr?) mit vorgelagerter Inschriftplatte "Den Toten zur Ehre, den Lebenden zur Mahnung"
  - Grabmal: Inschrift "zwei unbekannte Jüdinnen, am 21. Februar 1945 von Faschisten zu Tode gequält"
2. ↑  Möbelstoffweberei Tannenhauer in Braunsdorf:

Schutzgüter:
  - Hauptgebäude (Fabrikgebäude und Verwaltungsanbau) – Gebäude B um 1800, um 1910 Umbau nach den Plänen des Architekten Erwin Schäller (Chemnitz): Balkenkonstruktion mit Doppel-T-Trägern, die untereinander auf über alle vier Etagen verbunden sind, vertikale Anordnung der Produktionsschritte von oben nach unten, im Dachgeschoss Kontorräume, 4. Obergeschoss Vorbereitungsmaschinen samt Wasserbassin für Brauch- und Trinkwasser, 3./2. Obergeschoss Webmaschinen, Erdgeschoss Garnlager, Mangelraum und Ölkammer, um 1910 Anbau mit Treppenhaus, Treppenhaus, Produktionsräume (Säumung), Wohnung für den Heizer (Obergeschoss), 1950 Ausbau der Dampfmaschine, seit 1911 elektrische Licht- und Kraftmaschine 1,5 m starke Mauern und Kreuzgewölbe im Kellergeschoss, Mansarddach mit Krüppelwalm, Mittelrisalit mit Satteldach in West-Ost-Ausrichtung, drei Dachhäuschen pro Seite, Rauputz, Fenstergewände Chemnitzer Porphyr, 1. Obergeschoss Fenster (1911) mit Kämpfern und Oberlichtern, 2./3. Obergeschoss gekuppelte Fabrikfenster mit zwei Kämpfern und Sprossenteilung, 1911, Keller: Quadermauerwerk, Chemnitzer Porphyr, originale Keller- und Wohnungstür (vor 1911), Zwischentür im Eingangsbereich war bis 1911 Eingangstür
  - Westflügel (Gebäude N) Büroräume, massiv mit Kellergeschoss, dreigeschossig, Krüppelwalm mit Zwerchgiebel, Zwischenbau: fünfgeschossig, Walmdach, Anbau: sechsgeschossig, turmartig, Zeltdach, Nordseite verklinkert, sonst Rauputz
  - Anbau Westflügel (Treppenhaus, Toiletten, Lastenaufzug) und (Säumung): 1910–1915
  - Kesselhaus mit Schornstein: 1865, Höhe 40 m, Unterbau über quadratischem Grundriss, Oberteil rund
  - ehemalige Färberei und Bleicherei mit Remisenanbau (Schafwollwäscherei) (Gebäude F,H,P): erbaut 1889, Verbindungsdach zwischen östlichen Gebäuden und Hauptgebäude abgebrochen, massiv, Satteldach mit Falzziegeln, je Seite verschieferte Schleppluke, Rauputz, Fenstergewände mit porphyrfarbenem Anstrich
  - nördlich des Mühlgrabens: Trockenhaus, Felsenkeller, Trockenterrassen um 1910 in der Länge erweitert, bis 1954 auch Wohnhaus (Gebäude M)
  - Terrassen, Mauerreste am Rahmenberg: erbaut um 1862, gehörten zur Schafwollfärberei Ehrenfried Saupe (um 1890), seit den 1950er Jahren nicht mehr genutzt, bewaldet
  - Trockenhaus: mit Lehm ausgefachter Fachwerkbau, flaches Walmdach, Preolitschindeln, niedriger fensterloser Dachhecht, Glasziegel
  - Felsenkeller: zwei Räume
  - Hauptgebäude (Fabrikation):
    - Erdgeschoss: Mustersammlung, Musterschränke sowie Objekte der Rohwarenschau und Fertig-Warenschau, Waren-Kontrolle (Ausnäherei), Versand („Packerei“), Rohwarenlager und Fertigwarenlager: u.a Prüftische, verschiedene Nähmaschinen, Waagen, Versand
    - Kantine
    - Maschinen:
      - Erdgeschoss:
        - Dieselantriebsaggregat, Hersteller: Fa. Deutz, von Weberei Tannenhauer
        - Generator, Hersteller: Fa. Lloyd, von Weberei Tannenhauer

      - 2. Obergeschoss:
        - Hodgson-Webmaschine PH mit Hattersly-Schafteinrichtung; Hersteller: Sächsische Textilmaschinenfabrik Vormals Richard Hartmann Chemnitz, 1931, von Weberei Cammann
        - Buckskin-Webmaschine CF 1 mit Crompton-Schaftsteuerung; Hersteller: Sächsische Webstuhlfabrik Vormals Louis Schönherr Chemnitz, 1925, von Weberei Cammann
        - Buckskin-Webmaschine CFS mit Jacquardsteuerung; Hersteller: VEB Webstuhlbau Karl-Marx-Stadt Ehemals Sächsische Webstuhlfabrik (Louis Schönherr) Chemnitz, 1959, von Weberei Cammann
        - Buckskin-Webmaschine CFS mit Jacquardsteuerung; Hersteller :VEB Webstuhlbau Karl-Marx-Stadt Ehemals Sächsische Webstuhlfabrik (Louis Schönherr) Chemnitz, 1960, von Weberei Cammann
        - Buckskin-Webmaschine CFS mit Jacquardsteuerung; Hersteller: VEB Webstuhlbau Karl-Marx-Stadt Ehemals Sächsische Webstuhlfabrik (Louis Schönherr) Chemnitz, 1960, von Weberei Cammann
        - Buckskin-Webmaschine CFS mit Jacquardsteuerung und Schussspulen-Wechselautomat pic-á-pic; Hersteller: VEB Webstuhlbau Karl-Marx-Stadt Ehemals Sächsische Webstuhlfabrik (Louis Schönherr) Chemnitz, 1960, von Weberei Cammann
        - Buckskin-Webmaschine CFS mit Jacquardsteuerung; Hersteller: VEB Webstuhlbau Karl-Marx-Stadt Ehemals Sächsische Webstuhlfabrik (Louis Schönherr) Chemnitz, 1963, von Weberei Cammann
        - Konus-Schärmaschine mit Spulengatter; Hersteller: Sächsische Webstuhlfabrik Vormals Louis Schönherr Chemnitz, 1910, von Industriemuseum Chemnitz
        - Vorratsständer für Kettbäume; Hersteller: Kurt Queitsch Maschinenbau Bernstadt, 1973
        - Handwebstuhl mit Schaftsteuerung; Hersteller: unbekannt, Um 1850, von Industriemuseum Chemnitz
        - Spulmaschine für Kreuzbewicklung; Hersteller: H. Hildebrand, Textilmaschinenfabrik Karl-Marx-Stadt, 1978, von Industriemuseum Chemnitz
        - Vierspindel-Spulenautomat für feine Schussgarne; Hersteller: VEB Spinn- und Zwirnspinnmaschinenbau Karl-Marx-Stadt im VEB Kombinat Textima Karl-Marx-Stadt, 1953, von Industriemuseum Chemnitz
        - Vierspindel-Spulenautomat für Automatenhülsen und Verschiedene Garnfeinheiten; Hersteller: Totex Tavarny na textilini Stroje CSSR, 1963, von Industriemuseum Chemnitz
        - Spulmaschine für grobe Schussgarne; Hersteller: Bekel & Reif Feinmechanik-Maschinenbau Zittau/i. Sa., 1959, von Industriemuseum Chemnitz
        - Bindemaschine für Lochkarten; Hersteller: Herrmann Grosse Maschinenfabrik und Eisengießerei Greiz i. Vogtl., um 1935, von Industriemuseum Chemnitz
        - Schlagmaschine für Lochkarten mit Semper und Kopiereinrichtung; Hersteller: Herrmann Ulbricht Maschinenfabrik Chemnitz Oskar Schleicher Maschinenfabrik & Eisengießerei Greiz i. Vogtl., um 1910, von Industriemuseum Chemnitz
        - Binderahmen für Lochkarten; Hersteller: unbekannt, um 1910, von Industriemuseum Chemnitz
        - Handwebstuhl mit Jacquardsteuerung; Hersteller: W. Dachsel & Th. Mühlmann Vormals August Fröbel Chemnitz, 1930, von Industriemuseum Chemnitz
        - vorführbares Funktionsmodell einer Jacquardmaschine für Lochkarten 1320er franz. Feinstich, von Industriemuseum Chemnitz
        - Sammlung der Lochkarten

      - 3. Obergeschoss:
        - Jacquardkartenschlagmaschinen mit Klaviatureinrichtung; Hersteller: vermutlich Familie Hermann Ulbricht Chemnitz, um 1860, von Industriemuseum Chemnitz
        - Kopiermaschine für Lochkarten 400er Grobstich, von Industriemuseum Chemnitz
        - Handwebstuhl mit Jacquardsteuerung; Hersteller: Fa. Dachsel & Mühlmann / August Fröbel Chemnitz, 1930, von Industriemuseum Chemnitz
        - Doppelplüsch-Webmaschine mit Schaft- und Jacquardsteuerung; Hersteller: Sächsische Webstuhlfabrik, vormals Louis Schönherr Chemnitz, 1927, von Industriemuseum Chemnitz
        - Tretspinnrad, um 1920, von Weberei Tannenhauer
        - Handspulrad für Handwebstuhl, um 1850, von Weberei Tannenhauer
        - Handschärrahmen, um 1850, von Weberei Tannenhauer
        - Jacquardmaschine für 1320er Französisch Feinstich; Hersteller: Dachsel & Mühlmann Chemnitz, um 1960, von Weberei Tannenhauer
        - Webmaschine für leichte Gewebe mit Schaufelschaftmaschine Revolver-Schützenwechsel und Oberschlag; Hersteller: Fa. Oscar Möschler, Meerane, 1925, von Weberei Tannenhauer
        - Webkettenanknüpfmaschine; Hersteller: Fa. Fischer, Maschinenfabrik Plauen, 1960, von Weberei Tannenhauer
        - Zwirnmaschine; Hersteller: Fa. Hamel Chemnitz, 1920, von Weberei Tannenhauer
        - Handwebstuhl mit Jacquardmaschine 400er Chemnitzer Grobstich; Hersteller: Fa. Dachsel & Mühlmann / August Fröbel Chemnitz, um 1938, von Weberei Tannenhauer
        - Handwebstuhl mit Schaftmaschine; Hersteller: Fa. Dachsel & Mühlmann / August Fröbel Chemnitz, um 1938, von Weberei Tannenhauer
        - Handwebstuhl mit Trittschemeln; Hersteller: unbekannt, um 1938, von Weberei Tannenhauer
        - Nachbau eines Gewichtswebstuhles v. ca. 1100 v. Chr.; Hersteller: Industriemuseum Chemnitz, von Weberei Tannenhauer
        - Ausstattung im Websaal, insbesondere die Werkstattausstattung, von Weberei Tannenhauer

      - 4. Obergeschoss: Räume der Fa. Cammann Gobelin, mit übernommenen Mobiliar und Muster der 1920er Jahre vom alten Standort der Fa. Cammann / Chemnitz (09204977)

  - ohne Denkmalwert:
    - Mühlgraben: zur Weber-Mühle gehörend, Weberei wurde mit Dampfkraft betrieben
    - Wehr: 1880 umgebaut, Klappenwehr, gehört auch zur Weber-Mühle, um 2010 umfassend saniert, mit Fischtreppe
3. ↑  Alter gräflicher Friedhof in Lichtenwalde:

  - Einfriedung: Bruchsteinmauer um den gesamten Friedhof mit zwei Zugangspforten mit einflügligem Ziergittertor, im Süden eigentlich Mauer der Gärtnerei mit Zugangspforte und Treppenabgang in den Friedhof
  - Friedhofsgestaltung:
    - landschaftliches Wegesystem mit ehemals wassergebunden Wegen, zum größten Teil überwachsen
    - wertvoller Altgehölzbestand aus Rot-Buche (Fagus sylvatica), Sommer-Linde (Tilia platyphyllos), Winter-Linde (Tilia cordata), Spitz-Ahorn (Acer platanoides) und Esche (Fraxinus excelsior), das Gelände steigt zur Südmauer hin an, dort befinden sich auch die Grabmale und das Kruzifix

  - Kruzifix: um 1880, Eichenkreuz mit Überdachung, ca. 6 m hoch des Holzschnitzers Hans Meyer aus Oberammergau
  - Gedenkstein für Otto Siegfried II. Graf Vitzthum von Eckstädt: einziger Sohn, 21. Oktober 1904, gefallen in Südrussland am 3. Oktober 1943, Inschrift: „Zum Gedenken an Siegfried Graf Vitzthum von Eckstädt geb. in Lichtenwalde d. 21. Okt. 1904 gefallen in Südrußland d. 3. Okt. 1943/ Du bist über Wenigem getreu gewesen./ Gehe ein zu Deines Herren Freude. Matth. 25, 21.“
  - Grabmale:
    - Grabstätte für Gräfin und Graf Vitzthum von Eckstädt: Grabinschrift rechts: „Hier ruht in Gott/ Friedrich Graf Vitzthum von Eckstädt/ der letzte Königl. Sächs. Oberstmarschall/ der letzte Präsident der L. Ständekammer/ der letzte Majoratsherr auf Lichtenwalde/ 14. Okt. 1855 – 13. Dezeichnet mit 1936/ Heute wirst du noch mit mir im Paradiese sein!“, linke Seite „Hier ruht in Gott/ Sibylle Gräfin Vitzthum von Eckstädt/ geb. von Tschirschky u. Bögendorff/ 18. Dezeichnet mit 1862 – 16. Nov. 1951“, verstarb in einer Mietwohnung in Lichtenwalde
    - Grabmal für Zwillinge der gräflichen Familie: totgeboren am 15.3.1901, Grabinschrift l. „15. März 1901“, r. „15. März 1901“
    - Grabmal Hans Otto von Haugk: Premierleutnant i. K. S. Garderegiment (14.8.1849 – 26.2.1879), Schwager des Grafen, er heiratete 1877 dessen Schwester Therese, Grabinschrift: „Hier ruht Hans Otto von Haugk/ Premierleutnant i. K. S. Gardereiterregiment/ geb. d. 14. Aug. 1849, gest. d. 26. Febr. 1879/ Jeremias 31. V. 3“
    - Grabmal Marie Gräfin Vitzthum von Eckstädt: geb. Freiin von Palm aus dem Hause Lauterbach, 8. April 1860 – 3. März 1945, Frau von Carlotto L. Graf Vitzthum von Eckstädt aus der II. Grafen Linie, Mutter des letzten Besitzers, Grabinschrift: „In Gottes Frieden ruht hier Marie Gräfin V. v. E. geb. Freiin von Palm aus dem Hause Lauterbach geb. zu Lauterbach am 8. April 1860, vollendet zu Lichtenwalde am 3. März 1945/ Selig sind, die reinen Herzens sind, wenn sie sollen Gott schauen. Matth. 5,8.“

  - Drei weitere Familienmitglieder wurden auf dem Dorffriedhof beigesetzt:
    - Grabmal Ida Gräfin Vitzthum von Eckstädt: geb. Beaulieu-Merconnay, 5. Dezeichnet mit 1866 – 30. Okt. 1945, Grabinschrift: „Hier ruht in Gott Ida Gräfin Vitzthum von Eckstädt geb. von Beaulieu-Merconnay geb. Frankfurth a,. M. 5. Dezeichnet mit 1866, gest. Frankenberg 30. Okt. 1945/ Selig sind, die reinen Herzens sind, denn sie sollen gott schauen. Matth. 5,8.“
    - Grabmal Gotthold Graf Vitzthum von Eckstädt: 2. Augu. 1859 – 5. Dezeichnet mit 1945, jüngerer Bruder des Grafen Friedrich Vitzthum von Eckstädt, Grabinschrift: „Hier ruht in Gott Gotthold Graf Vitzthum von Eckstädt Generalleutnant z. D. geb. zu Schloß Lichtenwalde 2. August 1859, gest. Lichtenwalde 5. Dezeichnet mit 1945/ Selig sind, die Gottes Worte hören und bewahren. Luk. 11,28.“
    - Grabstein Alexandra von Beaulieu-Merconnay: 10. März 1868 – 20. Dezeichnet mit 1946, Grabinschrift: „Hier ruht in Gott Alexandra von Beaulieu-Merconnay geb. 10. März 1868, gest. 20. Dezeichnet mit 1946/ Selig bist du, die du geglaubt hast. Luk. 1,45.“
4. ↑  Schloss Lichtenwalde:
  - Schloss:
    - Geschichte:
      - um 1180 errichtete Burganlage mit Bergfried und Kapelle des Grafen von Rochlitz
      - 1447–1561 mittelalterliche Burganlage im Besitz der Familie von Harras. Renaissance-Burganlage nach Stich von Dilich 1626
      - seit 1561 im Besitz des Dresdner Hofes
      - 1694 durch Tausch gegen Schloß Pillnitz in den Besitz Der Familie von Bünau gelangt
      - 1719 durch Reichsgraf Jakob Heinrich von Flemming erworben
      - 1722 Verkauf an Reichsgraf Christoph Heinrich von Watzdorf, der die mittelalterliche Burg bis auf die Kapelle abreißen und auf deren Grundmauern ein Barockschloss errichten ließ. Hinweise zum Architekten fehlen, laut Dehio könnte es sich wohl um einen Dresdner Hofarchitekten oder dessen Schüler gehandelt haben.
      - 1772 durch Erbschaft im Besitz der Familie Vitzthum von Eckstädt
      - 1842 wurden bei Brand Teile der Wirtschaftsgebäude zerstört
      - 1862 Wiederaufbau der zerstörten Gebäude
      - 1905 in der Nacht zum 1. Mai Großbrand im Schloss, die zu schweren Schäden führten
      - 1905/08 Wiederaufbau nach alten Plänen unter Einbeziehung von Ausstattungselementen durch den Dresdner Hofarchitekten Gustav Fröhlich im Auftrag von Otto Friedrich III. Hermann Günther Vitzthum von Eckstädt
      - nach 1945 Heilstätte für Lungenkranke, Internat und später Akademie
      - nach 1990 Umbau zum Kulturzentrum mit Gastronomie, Museen und Veranstaltungsräumen

    - Beschreibung: stattliche, dreigeschossige Dreiflügelanlage in klaren, strengen Formen, hohes Mansarddach mit kräftigem Dachreiter über der Mittelachse, als Belvedere und Uhrenturm genutzt, dreiachsiger Mittelrisalit mit von Pilastern gerahmten Hauptportal, der Mittelrisalit wird durch einen Dreieckgiebel abgeschlossen, darin Rocaillekartuschen mit den Wappen des Christoph Heinrich von Watzdorf und dessen Gattin Friederike Wilhelmine von Bock, seit 1750 an der Südwestseite Loggia über hohen Substruktionen – nach Brand 1905 mit zweitem Geschoss versehen, Freitreppe in die Achse des Mittelgartens, im Inneren historische Räume mit bemerkenswerter Ausstattung: Vestibül, Bibliothek, Roter Salon, Chinesisches Zimmer, Speisesaal und Wintergarten

  - Schlosskapelle:
    - Geschichte: im Kern romanisch, im 15. Jahrhundert und 1622/23 erneuert, von Anfang an Filialkirche der Pfarrkirche von Ebersdorf
    - Beschreibung: schlichter, einschiffiger verputzter Bruchstein- und Ziegelbau mit dreiseitig geschlossenem Chor, Rundbogenfenster, an der Ostseite Sakristeianbau, hohes Satteldach mit polygonalem, verschiefertem Dachreiter, das Schiff mit zweijochigem, gekehltem Kreuzrippengewölbe, der Chor flach gedeckt, an der Nordseite des Schiffes zweigeschossige Logen, an der Westseite Herrschaftsloge mit Wappenschild, Chorraum mit Emporen an drei Seiten, diese mit Balusterbrüstung, an der Nordseite kleiner Beichtstuhl, Altarbild von Oskar Martin aus Amorbach, 1949, Taufe, Sandstein, 18. Jahrhundert

  - Teehaus: eines der wenigen erhaltenen Beispiele eines Belvederes aus dem 17. Jahrhundert, auf dem äußersten Punkt eines Felssporns errichtet, beim Umbau der Burganlage unter Reichsgraf von Watzdorf erhielt das Belevedere sein heutiges Aussehen, seitdem wohl als Teehaus genutzt, kleiner Putzbau über oktogonalem Grundriss, von Glockendach abgeschlossen, von Pilastern gerahmter Eingang, im Inneren zahlreiche Ausmalungen nachgewiesen, die letzte Ausmalung, im Wesentlichen original erhalten, zeigt Analogien zur Ausmalung der Semperoper von 1871 bis 1878, hierbei handelt es sich um eine in Grisaille gemalte Stuckimitation (Quelle: Bechter Barbara: Schloss und Park Lichtenwalde. Berlin)
  - Schlossgarten: Erste Zeugnisse zu den Gärten der Burg stammen aus dem Jahr 1562. Im Erbbuch von Lichtenwalde werden ein Schafgarten, ein Hopfgarten, ein Mittelbachgarten, ein Kräutergarten und der Große Garten genannt. Nach Beendigung des Schlossbaus wurde zwischen 1730 und 1737 unter dem Sohn des Grafen Watzdorf, Friedrich Carl von Watzdorf, unter Einbeziehung des alten Schlossgartens der Rokokogarten anlegt. Wer den Garten entworfen hat, ist nicht bekannt. Da die beiden Grafen von Watzdorf im Dienste des Dresdener Hofes standen, ist es jedoch wahrscheinlich, dass die Planer zu den Dresdener Hofarchitekten gehörten. In der Literatur wird jedoch ein Gärtner Wehmann als Ausführender genannt. Bereits ab 1737 bis 1764 wurde die Anlage durch das „Ahornstück“ und das „Neue Stück“ erweitert. Um 1800 erfolgte unter Friedrich II. August Vitzthum von Eckstädt eine weitere Erweiterung durch das „Englische Stück“, diesmal im landschaftlichen Stil. Gleichzeitig wurde der Garten unter Beibehaltung der Grundstruktur im Duktus der Romantik überformt: einzelne Teilbereiche wurden ergänzt, die Wegeführung und Bepflanzung verändert.

Ab Mitte des 19. Jahrhunderts, mit der Öffnung des Gartens für die Öffentlichkeit, erfolgten weitere Umgestaltungen, so z. B. der Konzertplatzanlage gegenüber dem Delphinbrunnen. Um 1900 wurde der Chemnitzer Stadtgartendirektor Otto Werner in Lichtenwalde tätig und nahm Veränderungen im Landschaftsgarten und in den Quartieren des westlichen Gartenbereichs vor. Auch für die Rhododendronpflanzung zeichnet er verantwortlich. Nach der Enteignung der Familie Vitzthum von Eckstädt 1945 verwilderte der Schlossgarten zusehends, bis 1951 erste Aufräum-, Restaurierungs- und Rekonstruktionsmaßnahmen unter der Leitung von Hermann Schüttauf aufgenommen wurden. seit 1985 erfolgen intensive Arbeiten am Park.

Der Schlossgarten Lichtenwalde ist der Stilauffassung des Rokoko zuzuordnen. Kennzeichnend für die Gartenkunst des Rokoko ist seine Intimität und Kleinräumigkeit. Im Gegensatz zum Barock hatten sich die Elemente des Gartens nicht mehr einem absolutistischen Grundgedanken zu unterwerfen. So stand auch das Schloss nicht mehr im Mittelpunkt, sondern fand seine Position oftmals eher am Rand der Anlage. Der Schlossgarten Lichtenwalde ist eines der wenigen überkommenen Beispiele der Gartenkunst des Rokoko in Sachsen und ist daher von großer gartenhistorischer Bedeutung. Der Denkmalwert des Gartens liegt insbesondere in seiner gartenkünstlerischen Bedeutung. Die hervorragende Gesamtkomposition der Anlage sowie der Detailreichtum der Bildwerke und Wasserspiele zeigen den hohen künstlerischen Anspruch der Gestaltung. Die kleinteilige verspielte Anlage nutzt geschickt die vorhandene Reliefenergie des Areals durch Terrassierungen und Treppenanlagen sowie die Wasserspiele, die den Schlossgarten Lichtenwalde bekannt gemacht haben. Die Hanglage ermöglicht zudem zahlreiche Ausblicke in die Landschaft. Diese werden hier bewusst als Bild in die Gestaltung des Gartens einbezogen. Hierdurch kommt dem Schlossgarten Lichtenwalde gegenüber ähnlichen zeitgleichen Anlagen eine besondere Stellung zu.
  -     - Beschreibung:
      - Gartenteile:
        - Berceau: südlich des Schlosses, von einem Laubengang eingefasster Gartenraum mit Kopie der Diane am Originalstandort und rundem Wasserbecken
        - „terrassiertes Parterre“ (Mittelgarten): ältester Teil der Anlage westlich des Schlosses, Parterre mit Rosenpflanzungen, Übergang zum Boskett mit Rhododendren bepflanzt, westlicher Abschluss bildet ein Boskett mit geschnittenen Hainbuchen-Hecken (Carpinus betulus) und Winter-Linden (Tilia cordata)
        - „Arkadenstück“: südlich des Mittelgartens, zweiläufige Treppenanlage mit Delphinbrunnen („Arcadenstück bey dem Dauphin“) verbindet das Boskett mit dem „Arkadenstück“, durch arkadenartig geschnitten Hainbuchen-Hecken (Carpinus betulus) eingefasst
        - Nachtschießen: südlich des Mittelgartens, östlich an das „Arkadenstück“ anschließend
        - Süd-West-Treppe: östlich des Nachtschießens, verbindet die obere Ebene des Mittelgartens mit der Hauptallee, mit Wandbrunnen
        - Schneckengang
        - „Kleines Fer á Cheval“
        - Konzertplatz
        - Kronenbassin
        - Handtuch
        - Vasenstück
        - „Großer Salon“
        - Lindenrondell
        - „Großes Fer á Cheval“
        - Sieben Künste: in muschelförmigem Becken mit grottierter Einfassung Fontänenanlage mit sieben Strahlen – Königsfontäne und sechs niedrigen Strahlen, anschließend an Wasserbecken folgt eine Terrasse mit zwei seitlichen Aussichtspavillons („Cabinets“) über quadratischem Grundriss mit Zeltdach, vom darunter liegenden Halbmondbecken, ebenfalls mit zwei Wasserstrahlen, ergoss sich nach Öffnen eines Ventils ein ca. 30 m hoher künstlicher Wasserfall zur Zschopau – die Kaskade, 17. „Neues Stück“: nach 1800 am Ende der Hauptachse zwei gegenüberliegende Wandbrunnen aus Sandstein errichtet mit figürlichen Darstellungen – Allegorien des Herbstes und des Frühling

      - Einfriedung: teilweise mit Natursteinmauern aus Quarzporphyr und Gneis umfriedet
      - Erschließung:
        - Zugänge: drei Zugänge von der Hauptallee: Zugang mit zweiflügligem Ziergittertor und Torpfosten mit eichelförmiger Bekrönungen aus Porphyr an der Rampe entlang des Ritterguts, Zugang mit zweiflügligem Ziergittertor und Torpfosten mit eichelförmiger Bekrönungen aus Porphyr über Mittelgarten in der Achse zum Konzertplatz, Zugang mit zweiflügligem Ziergittertor und Torpfosten aus Porphyr mit Kugelbekrönungen vom Schlossvorplatz zum Südwest-Abgang (heute befindet sich hier die Kasse), Zugang vom Zschopautal zum Schneckengang (heute Drehkreuzanlage), Zugang mit zweiflügligem Ziergittertor und Torpfosten mit Kugelbekrönungen vom Landschaftspark zum „Neuen Stück“
        - Wegesystem: regelmäßiges Wegesystem mit roter wassergebundener Decke, die Höhenunterschiede werden durch teilweise aufwändig gestaltete Treppenanlagen überbrückt, z. B. Süd-West-Abgang als zweiarmige Treppenanlage mit dazwischen liegender Balustrade und zweiarmige dreiläufige Treppe am Delphinbrunnen

      - Gartenausstattung:
        - große Vasen mit Sockeln aus Sandstein (Originale – Einzeldenkmale)
        - Sphingen (um 1790) an der Treppe zum Schlossaltan (Einzeldenkmale)
        - Diana (Betonabguss von 1996) an der Aussicht südlich des Vasenstücks, Original befand sich ursprünglich am Berceau – dort weitere Kopie
        - Putten der vier Jahreszeiten am Delphinbrunnen und im Mittelgarten (Betonabgüsse)
        - Putten der vier Tageszeiten seit 1908 im Schloss aufgestellt (Einzeldenkmale)
        - Putto Winter aus Porphyr und Sommer aus Sandstein südlich des Vasenstücks (stammen wohl ursprünglich vom Delphinbrunnen)
        - 13 Vasen und 4 Putten auf der Terrasse am Süd-West-Abgang (Betonnachgüsse)
        - zwei Vasen und Relief des Delphinbrunnens (Nachbildungen)
        - große Vase im Mittelgarten (Betonabguss)
        - zwei große Vasen mit Sockeln aus Sandstein (Kopien), 2 große Vasen mit Sockeln (Originale – Einzeldenkmale) und 6 kleine Vasen aus Porphyr (Kopien) am Neuen Stück
        - acht Vasen für Wechselbepflanzung (Originale) am Kronenbassin nach Entwürfen von Herrmann Schüttauf
        - Vasen an der Treppe zum Schlossaltan (Betonabgüsse)
        - Zettelstein an der Wegekreuzung westlich vom Handtuch (ursprünglicher Standort Hofewiese)
        - Sandsteinbänke ohne Lehne und Sandsteinbänke mit Lehne nach Entwürfen von Herrmann Schüttauf

      - Wasserelemente: bei den Wasserspielen handelt es sich nicht mehr um Originalsubstanz, sämtliche Brunnenanlagen und Wasserbecken wurden zwischen 1955 und 2004 nach originalem Vorbild neu aufgebaut
        - Delphinbrunnen: vollständige Neuanlage ohne Erhalt historischer Substanz (originales Sandsteinrelief mit Putto und Delphin und Musikinstrumenten im Hintergrund eingelagert, Kopie am Wandbrunnen)
        - Brunnenanlage am Süd-West-Abgang: 2004 fertig gestellter Neubau
        - Wasserbecken am Konzertplatz: Anfang 19. Jahrhundert, 1990er Jahre erneuert
        - Kronenbassin: Neubau
        - Rosenbassin im Vasenstück: nach Entwürfen von Herrmann Schüttauf und Bildhauer Hempel an 1959 entstanden
        - zwei Wandbrunnen im „Neuen Stück“
        - Schalenbrunnen, sog. „Frösche“ im Mittelgarten (16 Stück), im „Neuen Stück“ (16 Stück) und im Bereich Süd-West-Abgang
        - Sieben Künste mit Halbmondbecken und Wasserfall: Wiederherstellung 1990er Jahre
        - künstlicher Bachlauf im ehemaligen Alpengarten:Wiederherstellung 1990er Jahre
        - Wasserbecken im Berceau: 2002 wieder hergestellt
        - Wasserbecken im Schlosshof: Neubau 2002/2003

      - Vegetation:
        - Alleen:
          - „Avenue“: Allee aus Winter-Linden (Tilia cordata) zur Schlosszufahrt, Neupflanzung nach historischem Vorbild
          - „Große Allèe“: Hauptallee aus Winter-Linden (Tilia cordata), 370 m lang, Neupflanzung nach historischem Vorbild (1990/1991)
          - „Mittelallée“: Wasserallee, Allee aus Linden (Tilia cordata, Tilia platyphyllos und Tilia spec.), von geschnittene Hecken aus Hainbuche (Carpinus betulus) eingefasste Boskette, Gehölzbereiche oder Rasenflächen, Rhododendron aus der Zeit um 1900, Wechselbepflanzung im Mittelgarten, im Bereich des Konzertplatzes, entlang des Handtuchs und des Vasenstücks sowie im „Neuen Stück“, Rosenbepflanzung im Mittelgarten

      - Blickbeziehungen: Blickachsen innerhalb des Gartens entlang der Wegeachsen, Blicke von den einzelnen Gartenräumen entlang der Wasserachse in Richtung Süden ins Zschopautal, Blick vom Harrasfelsen zum Schlosskomplex (zugewachsen)
      - Bodenrelief: Hauptzufahrtsallee befindet sich auf der höchsten Ebene, nach Norden zum Küchengarten und nach Süden zum Schlossgarten fällt das Gelände ab, leichtes Ost-West-Gefälle, der Garten besteht aus mehrere Terrassenebenen, die durch Treppenanlagen und Rampen miteinander verbunden sind

  - Landschaftspark: Zwischen 1794 und 1802 ließ Friedrich II. August Vitzthum von Eckstädt nicht nur den Schlossgarten erweitern. Unter Ausnutzung der natürlichen Schönheit des Zschopautals ließ er außerdem einen weitläufigen Landschaftspark anlegen. Dieser erstreckt sich zwischen der Mündung des Zapfenbaches in die Zschopau bei Braunsdorf und dem Standort der Harras-Eiche, wo sich ursprünglich auch das Harrasdenkmal befand. Das an sich schon romantische Terrain mit seinen Felsmassiven, kleinen Schluchten und der Hofewiese wurde durch Spazierwege erschlossen und mit verschiedenen Staffagen und Pflanzungen versehen. Von dieser Ausstattung sind heute u. a. Friedrich-Denkmal, der Tschirschky-Stein sowie ein Steinbogen erhalten geblieben. Die Harras-Eiche wurde nach einem Brand 1949 gefällt, im Frühjahr 1950 wurde eine neue Eiche gepflanzt. Das ehemals daneben platzierte Harras-Denkmal wurde bei dem Augusthochwasser 2002 zerstört und eine Kopie an neuem Standort neben der Brücke nahe der Mühle aufgestellt.

Zum Park gehörten folgende Bauten bzw. Denkmale:
  -     - Harras-Denkmal: Aufstellung ursprünglich gegenüber dem Harrasstein. 1801 anlässlich des Besuchs von Prinz Anton von Sachsen eingeweiht. Es handelte sich um ein Denkmal von 3,30 m Höhe und wurde wie folgt beschrieben: „Es besteht in einer, auf einem Sockel stehenden viereckigen Säule von festem rothem Sandsteine mit gotischer Spitze. Decke und Verzierung sind Karnisse. Auf den zwei Hauptseiten der Säule ist das Harraßliche Familienwappen mit Inschriften: ‚Dem tapfern Springer/ Ritter von Harras‘ und auf den Nebenseiten ein Sporn und ein Hufeisen, erhaben gearbeitet abgebildet.“ 1981 wurde das ohnehin stärker beschädigte Denkmal endgültig zerstört. Versuche einer Restaurierung scheitern bis 1989. 1994 konnte das Denkmal neu am ursprünglichen Standort aufgestellt werden. Erneut beim Augusthochwasser 2002 zerstört, folgte die Aufstellung einer Kopie an neuem Standort neben der Brücke nahe der Mühle.
    - Harras-Eiche (Einzeldenkmal): Geschätzt auf 500 bis 700 Jahre. Im Lauf der Zeit stark geschädigt, 1949 durch Brand im hohlen Baum so stark geschädigt, so dass der Baum gefällt wurde. Im Frühjahr 1950 wurde eine neue Eiche gepflanzt.
    - Grotte: Um 1800 im Felsgebiet oberhalb des heutigen Pegelhauses angelegt, wird diese noch 1855 genannt. Später wird die Grotte nicht mehr genannt. Der genaue Standort der nicht erhaltenen Grotte ist nicht bekannt.
    - Einsiedlerhütte, Fischerhütte und Waldkapelle: Kleine mit natürlichen Materialien errichtete Parkbauten, die teilweise noch im 19. Jahrhundert vorhanden waren, sind verloren gegangen. Der ursprüngliche Standort ist teilweise noch feststellbar. Auf dem Plateau der Waldkapelle wurde ein Holzbau errichtet, der jedoch weder in Größe noch Erscheinungsbild an der Originalkapelle orientiert ist.
    - Pilz: Ca. 3 m hoher Schutzschirm aus Holz, 1839 als „farbig gefelderter Schirm“ beschrieben, wurde 1950, damals bereits baufällig, endgültig zerstört. 1997 an anderem Standort neu errichtet.
    - Zettelstein: Ursprünglich am Uferweg an der Hofwiese nahe dem Berghang liegender Stein, der eine Vertiefung aufwies. In diese Vertiefung steckten die Grundherren Zettel mit Aufforderungen zur Fronarbeit. Der Stein wurde, nach dem er in die Zschopau geworfen wurde, geborgen und fand einen neuen Standort im Schlosspark Lichtenwalde im „Neuen Stück“.
    - Friedrich-Denkmal (Einzeldenkmal): Von der Straße zwischen Niederwiesa und Braunsdorf ca. 150 m entfernt und 20 m links im Wald nahe dem Zschopauufer aufgestellt. Dort von 1803 bis 1970 stehendes 2 m hohes Denkmal, welches von der Witwe von Friedrich II. August Vitzthum von Eckstädt nach dessen Ableben errichtet wurde. Schlichter Stein ursprünglich beiderseits mit Marmorinschrifttafeln. Auch dieser Stein wurde teilweise zerstört. Erst nach 1995 wurde er am heutigen Standort am Wanderweg vom Zapfenbach in Richtung Hofewiese errichtet. Eine Tafel mit der Inschrift „Dem Theuern Unvergeßlichen Gatten Im Schauernden Dunkel Dieser Gefilde Der Stillen Zeugen So Mancher Von Ihm Geschaffenen Freuden. Liebe, Sehnsucht, Dankbarkeit.“ wurde neu gefertigt und wieder angebracht.
    - Försterstein (Einzeldenkmal): Am Höhenweg später hinzugekommen. Gedenkstein für den damaligen Revierverwalter mit der Inschrift: „Forstmeister Theodor Jässing, Revierverwalter, 1848–1906“.
    - Tschirschky-Stein (Einzeldenkmal): Bruchstein-Findling mit der Aufschrift „O. v. T. 12. März 1818–1898“ durch die Gräfin Vitzthum von Eckstein, geb. von Tschirschky und Bögendorff in Gedenken an ihren Vater Otto errichtet. Ursprünglicher Standort war an der Mündung des Zapfenbaches.
    - Brücke: Steinbrücke über den südlichen Aufgangsweg von der Schlossmühle zum Schlossgarten
5. ↑  Orangerie mit anschließendem Wohnteil, Kellerhaus, Einfriedung sowie Küchengarten (Gartendenkmal) mit Wasserreservoir zur Wasserversorgung der Wasserspiele des Schlossgartens:

Bereits ab 1620 ist hier der Küchengarten des Schlosses Lichtenwalde nachweisbar. In der Literatur wird er als artenreicher Blumen-, Obst- und Gemüsegarten mit von Buchsbaumhecken eingefassten Rabatten, zahlreichen Gewächshäusern und Kübelpflanzen beschrieben. Bis mindestens in die 1970er Jahre hinein wurde das Areal als Gärtnerei genutzt. Von diesem Nutzgarten ist heute noch der Grundriss mit der den Gartenraum umschließenden Einfriedungsmauer einschließlich ihrer Zugänge sowie die Orangerie, das Kellerhaus und das Wasserreservoir erhalten geblieben. Besondere Relevanz haben darüber hinaus die Wege- und Blickbeziehungen zu den angrenzenden Gartenkompartimenten sowie in das Zschopautal.

Die Erbauung der Orangerie wird Anfang des 19. Jahrhunderts eingeordnet und wurde vermutlich von Graf Friedrich II. August Vitzthum von Eckstädt in Auftrag gegeben. Hier wurden zum einen in der kalten Jahreszeit die schützbedürftigen Kübelpflanzen untergebracht. Zum anderen diente der Westbereich des Gebäudes als Arbeits- und möglicherweise Wohnbereich für den Gärtner. Das 32 m lange und 10,6 m breite Gebäude besteht aus zwei Teilen, dem östlichen ursprünglich heizbarem Kalthausteil (Orangerie) und dem westlichen Wohnflügel, der 1956 unter Verkürzung des Gewächshausteils erweitert wurde.

Abgeschlossen wird das Gebäude durch ein Walmdach. Die Umfassungswände des Gebäudes bestehen aus Bruchstein und sind verputzt, die Ecken mit gequaderten Lisenen versehen. An der Südseite des Orangerieteils befindet sich eine ganzflächige Glasfensterwand, die eine Belichtung der darin überwinternden Pflanzen ermöglicht. Die Ostfassade bestimmt ein großes, rundbogiges, natursteingerahmtes Portal. Die Westfassade ist mit flachen korinthischen Pilastern, die jeweils zwei übereinanderliegende gekoppelte Fenster rahmen, reich gegliedert.

Bei dem sogenannten Kellerhaus handelt es sich um einen verputzten Bruchsteinbau mit Natursteinfenstergewänden. Den Abschluss bildet ein steiles Walmdach. Das Kellerhaus entstand vermutlich zeitgleich mit dem Schlossgarten um 1730 und diente als Wohnhaus des Gärtners. Noch heute befindet sich unter ihm der "Gemüsekeller der alten Burg", ein zur Vorratshaltung angelegter Tiefkeller, in dem das angebaute Obst und Gemüse gelagert wurde.

Seit 1767 findet sich im sogenannten „Lutherplan“ das Wasserreservoir. Das darin gespeicherte Wasser diente zur Speisung der Wasserspiele im Schlossgarten und darüber hinaus auch als Gießwasser für die Pflanzen im Küchengarten.

Bei dem ehemaligen Küchengarten mit Orangerie, Kellerhaus, Einfriedung sowie Wasserreservoir handelt es sich um baugeschichtlich, gartengeschichtlich und technikgeschichtlich bedeutsame Anlagenteile der Schlossanlage von Lichtenwalde.
  - Orangerie und Gärtnerhaus, Schloßallee 3 und 4: Aus den verschiedensten Quellen gehen weder das Baujahr, noch Umbauten oder Instandsetzungen des Gebäudes hervor. An Stelle der heutigen Orangerie befanden sich ursprünglich „Der Wasch Garten“ und „Das treibe Haus“. Das Orangeriegebäude ist 32 m lang und 10,6 m breit. Die Bruchsteinumfassungswände sind verputzt und an den Ecken mit gequaderten Lisenen versehen. Abgeschlossen wird das Gebäude durch ein Walmdach. Das Gebäude besteht aus zwei Teilen, dem östlichen ursprünglich heizbarem Kalthausteil (Orangerie) und dem westlichen Wohnflügel, der 1956 unter Verkürzung des Gewächshausteils erweitert wurde. Die Südseite des Orangerieteils nimmt eine ganzflächige Glasfensterwand ein. An der Ostfassade befindet sich ein großes, rundbogiges, natursteingerahmtes Portal. Die Westfassade ist mit flachen korinthischen Pilastern reich gegliedert. Die Pilaster rahmen in drei Achsen jeweils zwei übereinanderliegende gekoppelte Fenster. Alle Gliederungselemente des Gebäudes bestehen aus Hilbersdorfer Porphyrtuff (Quelle: Dr. Thörmer-Balogh: Denkmalbegründung in Stellungnahme zu Baumaßnahmen). Die Orangerie fehlt in Gartenplänen des 18. und 19. Jahrhunderts, wird jedoch 1841 von Hermann Barth in seinen „Lichtenwalde. Poetische Zeichnungen“ erwähnt, so dass eine Bauzeit zu Beginn des 19. Jahrhunderts anzunehmen ist. Als Bauherr kommt Graf Friedrich II. August Vitzthum von Eckstädt in Frage. Das Gebäude ist in seiner Längsachse Ost-West orientiert. Im Gebäude waren zwei Nutzungen untergebracht: der westliche zweigeschossige Teil diente als Arbeits- (und Wohn-?)bereich für den Gärtner, der östliche Teil (ca. 2/3 der Gesamtlänge) wurde in ganzer Höhe als Pflanzraum genutzt. Es handelt sich um ein Kalthaus, in dem im Winter Temperaturen zwischen 2 und 8 °C erreicht werden. In den 1950er Jahren wurden im ehemaligen Arbeitsbereich des Gärtners Wohnungen eingerichtet unter Verkleinerung des Pflanzraums, so dass nun beide Bereiche ca. die Hälfte der Gebäudegröße einnehmen. Die Orangerie weist eine nach Süden ausgerichtete Haushohe Fensterfront auf. Das Grundgerüst bildet bei dieser Fensterfront ein Holzfachwerk, in welches die Glasfenster eingefügt wurden. Ursprünglich konnte man jede der drei Fensterreihen separat öffnen. Der Sockel unterhalb der Fensterfront bestand aus Hilbersdorfer Porphyrtuff, der während der Rekonstruktionsmaßnahmen entfernt wurde. An der östlichen Giebelwand befindet sich ein hohes Holztor mit Werksteingewände, durch welches die Pflanzen ins Freie verbracht wurden. Die Nordwand ist schmucklos. Der Fußboden der Orangerie bestand ursprünglich aus Hartbrandziegeln. ein Ofen aus Steinzeug bildete die einzige Heizquelle. Das Dach war mit roten Biberschwänzen gedeckt. 1997 wurden die Rekonstruktionsarbeiten an der Orangerie abgeschlossen (Quelle: Benndorf, Katja: Lichtenwalde. Die Orangerie in Lichtenwalde. in: Orangerie in Sachsen. Seminarbeiträge des Vertiefungsseminars „Orangerien in Sachsen“. TU Dresden 1996/97, S. 61ff).
  - Kellerhaus: Schloßallee 2, ebenfalls im Küchengarten errichteter Bruchsteinbau zur Lagerung des dort angebauten Obst und Gemüse, vermutlich mit Anlage des Park errichtet als Wohnhaus des Gärtners, Unter dem Gebäude befindet sich der „Gemüsekeller der alten Burg“ (Quelle: Touristinformation des Fremdenverkehrsvereins Schloßblick e. V. Historisches & Wissenswertes, www.touristinfo-lichtenwalde.de/)
  - Einfriedung: der gesamte Küchengarten ist von einer Natursteinmauer umgeben
  - Küchengarten: Flurstück 463/2, 463/3 und 463/5
    - Geschichte:
      - seit 1620 in dem von Zimmermann erstellten Plan nachweisbar
      - 1767 im Lutherplan als „Küchengarten“ bezeichnet, das Wasserreservoir ebenfalls dargestellt
      - 1841 erste Beschreibungen durch Hugo Barth von mit Buchsbaum eingefassten Rabatten, auf denen Zierpflanzen und Gemüse wuchsen, ebenfalls erwähnt werden verschiedene Kübelpflanzen, das Wasserreservoir diente nicht nur zur Speisung der Wasserspiele, sondern auch als Gießwasser für die Pflanzen im Küchengarten
      - bis mindestens 1970er Jahre Nutzung als Gärtnerei

    - Beschreibung: im Küchengarten findet sich naturgemäß wenig historische Substanz, das Wasserreservoir befindet sich im südwestlichen Bereich des Küchengartens, die Wegeverbindungen sind nicht historisch, die untypischen Gehölzpflanzungen, der das Wasserreservoir umgebende Zaun und der 2004 angelegte Kräutergarten sind als Störfaktor anzusehen
6. ↑  Brennerei (ursprünglich Gutsscheune, heute Wohnhaus), Altstall (heute Gewerbeeinrichtung), zwei Wohnhäuser („Wohnhaus am Park“ und „Wohnhaus an der Linde“), Stallgebäude und Kopie des alten Taubenhauses:
  - Geschichte:
    - im 13. Jahrhundert waren erste Vorwerksgebäude auf dem als Rittergut bezeichnetem Wirtschaftshof vorhanden
    - 1349/50 erste urkundliche Erwähnung, ein für die damalige Zeit leistungsfähiges großes Landgut
    - Ab 1562 in Erbbüchern dieser Zeit werden Kelleranlagen im Bereich der Hauptburg, Pferdeställe, Schüttböden und die Brauerei in der Vorburg erwähnt, vor der Vorburg befanden sich weitere Wirtschaftsgebäude und ein großer Felsenkeller. Aus dem kleinen Herrenhof, der der Eigenversorgung der Burg diente wurde offensichtlich im Laufe der Zeit ein landwirtschaftlicher Großbetrieb, der der Bedarfsdeckung der umliegenden Städte diente. Zunächst aus einem großen, langgestrecktem, zweigeschossigem Gebäude im Bereich des ehemaligen Wohn- und Stallgebäudes, im Erdgeschoss vermutlich Stallungen (1595 54 Rinder), im Obergeschoss vermutlich Heu- und Futterboden, nicht unterkellert. Im östlichen Teil des Hauses waren vermutlich beheizbare Wohnräume. Nach Karten und Beschreibungen der Gebäude, dürfte dieses im Erdgeschoss massiv gewesen sein
    - 1587 bereits aus mehreren Gebäuden bestehend, der Hof war an allen vier Seiten fast geschlossen
    - 1609 nach zweimaligem Blitzeinschlag brannte das Vorwerk ab, noch vor 1609 bestand das Vorwerk offensichtlich aus mehreren Gebäuden, davon vier steinerne Scheunen
    - nach 1609 Wiederaufbau (dieser Zustand durch eine Zeichnung von Dillich aus dem Jahr 1629 festgehalten), hierbei kam es nicht zu Neubauten, sondern nur zu Reparaturen
    - 1724 Errichtung des Brauereigebäudes (im Zusammenhang mit dem Abbruch der Vorburg und dem Neubau des Barockschlosses)
    - 1722–1726 wurden Wirtschaftsgebäude aus dem Bereich des Schlosses in den Bereich des Vorwerkes verlagert, weiterhin Einrichtung von Wohnungen für Bedienstete, Getreidespeicher und Pferdeställe
    - 1879–1912 wesentliche Vergrößerung des Vorwerks, dabei Verlegung der Brennerei zum „Rittergut“, Erweiterung des Hofes nach Südwesten durch Abbruch alter Gebäude und Neubau, Schaffung einer Zufahrt, die Pferde- und Wagenschuppen wurden nun für Automobile und Landmaschinen benötigt

  - Beschreibung:
    - Schloßallee 3: heute als Wohnhaus am Park bezeichnet, Fundamente vermutlich noch 16. Jahrhundert, 1622 Milch- und Käsehaus, hierein wurde das Röhrwasser geleitet, der in südöstlicher Richtung anschließende Anbau entstand zwischen 1609 und 1629, zunächst eingeschossig, vermutlich um 1790 aufgestockt
    - Schloßallee 7: als Altstall oder Pferdestall bezeichnet, im 16. Jahrhundert entstanden, wurde immer als Rinderstall genutzt schon in ältesten Plänen als zweigeschossiges massives Gebäude mit Satteldach dargestellt, 1607 Pflasterung der Ställe, nach 1609, nach dem Brand in alten Maßen wieder aufgebaut, zwischen 1609 und 1622 Anbau an Altstall als Wohnhaus, 1622 als „steinern erbautes und übersetztes Vorhaus“ bezeichnet, damals mit Ziegeln gedeckt
    - Schloßallee 8, „Wohnhaus an der Buche“: vermutlich im Zusammenhang mit dem Schlossneubau im 18. Jahrhundert erbaut, 1946 als Gärtner- und Wohngebäude bezeichnet, heute „Wohnhaus an der Buche“, ursprünglich doppelt so lang wie heute und unterkellert, im Gebäude waren Wohnungen für Bedienstete untergebracht, unter dem vor 1876 abgebrochenen Gebäudeteil befand sich ein heute noch existierender Keller, der einst als „Fronfeste“ gedient haben soll
    - Schloßallee 11, ehemaliger Stall bzw. Wagenschuppen (Zum Getreideboden): zwischen 1879 und 1912 auf der im Jahr 1767 als „Frantzobst“ bezeichneten Gartenanlage erbaut, 1946 als Wagenschuppen mit Getreideboden bezeichnet
    - Schloßallee 9, ehemalige Gutsscheune, später Brennerei: Zwischen 1879 und 1912 (vermutlich 1885) unter Einbeziehung des alten Anbaus an Schloßallee 4 erbaut. Als Gutsscheune bzw. Brennereigebäude benannt 1946 Brennereigebäude mit Schornstein, Wohnung und Futtermittelniederlage
    - Schloßallee 13: ehemaliges Taubenhaus, Ziegelbau, um 1900, nach 1990 als Kopie wieder aufgebaut
7. ↑  Nördliche und östliche Mauerreste des Mühlengebäudes (Nr. 4), Mühlenwohnhaus (Nr. 5), zugehöriges Nebengebäude, Wehr und Mühlgraben:

Ehemalige Rittergutsmühle des Schlosses Lichtenwalde. Abweichend von anderen sächsischen Adelssitzen ist schon im 16. Jahrhundert für Lichtenwalde die Einheit von Schloss, großem Rittergut und Schlossmühle belegt. Noch heute befinden sich die jeweiligen Bestandteile am historischen Standort. Das gilt auch für das Ensemble der Schlossmühle. Die große Vorbildhaftigkeit der Schlossmühle mit Wehr- und Mühlgraben für die Tradition der gesamten Region und der landesgeschichtlich hochbedeutsame Wert der Sonderform Schloss Lichtenwalde begründet das öffentliche Erhaltungsinteresse an diesem Mühlenkomplex. Erhalten haben sich am Standort das zweigeschossige, in Fachwerkbauweise errichtete Kunstwärterhaus, die Außenmauern des Mühlgebäudes und das anschließende zweite Mühlgebäude. Das Kunstwärterhaus entstand um 1750 im Zuge des Neubaus des Barockschlosses (1722–1726) und der damit einhergehenden aufwändigen Parkgestaltung unter der Familie von Watzdorf im Bereich der ehemaligen Rittergutsmühle am Flusslauf der Zschopau. Das Gebäude samt unterirdisch verlegter, ursprünglich hölzerner Wasserleitungen diente der Wasserversorgung des Schlossparks von Lichtenwalde und zählte zu den unverzichtbaren technischen Anlageteilen der historischen Gesamtanlage. Das mittels eines Wehres unterhalb des Kunstwärterhauses angestaute Wasser der Zschopau wurde über ein ausgefeiltes Rohrleitungssystem ca. 65 m auf das Niveau der Parkanlagen in die Höhe gepumpt und dort zum Betrieb der aufwändigen Wasserspiele in einem Wasserreservoir (Bassin) gespeichert. Sechzig Brunnenanlagen und Wasserbecken wurden derart künstlich gespeist. Sachsenweit war das Kunstwärterhaus, welches gleichzeitig als technische Einrichtung und vermutlich auch als Wohnhaus des Meisters der Wasserkunst fungierte, bislang das einzig erhaltene Gebäude dieser Denkmalgattung, das in anschaulicher Art die ursprüngliche Funktionsweise solcher historischer technischer Bauleistungen abbildet. Aufgrund seines ruinösen Zustands wurde das Kunstwärterhaus jüngst abgebrochen. Die aus der Barockzeit stammende technische Ausstattung des Kulturdenkmals ist nicht mehr erhalten. Bereits im 18. Jahrhundert erreichte die Lichtenwalder Parkanlage aufgrund der Vielzahl seiner Wasserspiele und Brunnenanlagen einen hohen Bekanntheitsgrad über die Grenzen Sachsens hinaus. Heute zählt sie zu den herausragenden Zeugnissen der sächsischen Gartenkunst des 18. Jahrhunderts 

Das sich daran anschließende Mühlengebäude stammt im Kern wohl aus dem 16. Jahrhundert sowie aus der Zeit 1870/1880. Vom Gebäude sind die Außenmauern erhalten. Es handelt sich um einen ehemaligen dreigeschossigen Putzbau mit barocken Korbbogenfenstern im Erdgeschoss. Um 1870/1880 wurde das Gebäude umgebaut. Im Inneren befand sich ein hölzernes zeittypisches Tragesystem. Die technische Ausstattung blieb nicht erhalten. Vor allem durch mehrere Hochwasserereignisse verfiel die Mühle. An die Mühle schließt sich Mühlenwohnhaus an, ein zweigeschossiger Fachwerkbau mit massivem Erdgeschoss und Satteldach, um 1850/1860 erbaut. Das Gebäude wurde denkmalgerecht saniert.

Gegenüber dem Mühlenwohnhaus, etwas erhöht am Hang, steht das zweigeschossige Seitengebäude, ebenfalls in den letzten Jahren denkmalgerecht saniert. Die Bauzeit wird auf vor 1700 geschätzt. Das zweigeschossige Fachwerkhaus besitzt ein massives, tonnengewölbtes Erdgeschoss, ein Hinweis auf die Nutzung als Lagergebäude der Mühle.
  - Schutzgut:
    - ehemals Kunstwärterhaus (abgerissen): Hier befand sich die Pumpenanlage für Wasserkünste der Schlossanlage ohne technische Ausstattung (01/2018 keine Begehung möglich, ruinös), Fachwerk-Obergeschoss, Walmdach, Erdgeschoss massiv unterfahren, liegender Stuhl, vor 1800, 01/2018 Dachschäden festgestellt; Wohnhaus des Wassermeisters des Schlossparkes, mit Hochwassermarken 1697 und 1722 (nicht überprüft, ob noch vorhanden), Porphyrmauerwerk, erbaut um 1670, gilt als ältestes Wohnhaus Lichtenwaldes, von hier wurde das Wasser der Zschopau mit einem „Kunstzeug von Drey Stiefeln...“ in den „Überfall der Wasserkunst“ (Wasserturm am Schloss) 60 m hochgedrückt und von da zum Wasserbecken mit 800 m³ Speicherraum im Küchengarten geleitet. Betrieb der bekannten Wasserkünste des Schlossparkes, die seit 1730 bestehen. Seit Bestehen der Mühle wird der heutige Parkaufstieg mit dem Steintor als Verbindungsweg zum Schloss genutzt.
    - Mühlengebäude: Anbau an Kunstwärterhaus, massiv, Mansarddach, Holzaufzug, Holzbalkone, im Sockelbereich achtteilige barocke Fenster, vor 2017 Teilabbruch Mauern mit Fenster- und Türöffnungen des Erdgeschosses erhalten, Innenausstattung abgebrochen
    - Seitengebäude: Nummer 5, Wohnhaus, Fachwerk-Obergeschoss, Drempel, Erdgeschoss massiv, um 1900
    - Mühlenwohnhaus: Mansardkrüppelwalmdach, 19. Jahrhundert, vermutlich Anfang 19. Jahrhundert
    - Gartenpavillon: Holzfachwerkkonstruktion, leichter Schwebegiebel, Satteldach, Verschalung gitterartig und Bretterfüllung
    - weiteres Seitengebäude: Tür im Obergeschoss, Fachwerk-Obergeschoss, vor 1800 oder um 1800, Erdgeschoss massiv, Korbbögen über Fenster, Obergeschoss mit Schiebefenstern, alter hölzerner Türstock, unterkellert, Frackdach, Giebeldreiecke verbrettert, Keller mit Tonnengewölbe, eventuell Wohnnutzung, stehender Stuhl
    - Wehr: festes Wehr, 1895 erbaut, 1962 und nach 2000 saniert
    - Mühlgraben: vor 1620 angelegt, ca. 6 m breit, befestigt

  - Geschichte: Mühle bereits um 1349/50 urkundlich als Lehen an den Feudalherren mit Mahlzwang der Bauern der Schloßherrschaft erwähnt, um 1695 Mühle mit 6 Gängen und auch als Brettmühle, Mühlweg als Transportweg führte um den Kaulhübel, Wehr und Mühlgraben mit Gebäuden und 2 Wasserräder um 1620 vorhanden, 1810 und 1841 sind auf Zeichnungen 3 Räder abgebildet, Graben zu dieser Zeit 200 m lang, um 1795 Errichtung eines neuen hölzernen Wehres mit in Stein errichtetem Mühlgraben (1989 saniert), 1895 Bau des heutigen festen Wehres, 1962 Rekonstruktion des Wehres, nach 2000 Sanierung 1860 besaß die Mühle 4 Gänge, eine Schneidemühle, eine Ölmühle und ein Spitzgang, mit Bäckerei, 1880 Rekonstruktion der Mühle durch den Mühlenpächter: Abbruch der alten Mühlengebäude, Errichtung der Industriemühle mit Wasserturbine, Silo und Holzschleiferei (rechts des Mühlgrabens, kein Denkmal), 1929 bis 1952 Pacht durch die Webermühle Braunsdorf, 1954 Einstellung des Mahlbetriebes, danach Lager, 1968 und 1988 Einbau von Drehstromgeneratoren